# Frankfurt am Main
Frankfurt am Main (eller vanligtvis endast Frankfurt) är en kretsfri stad i förbundslandet Hessen i västra Tyskland, belägen vid floden Main. Med cirka 776 000 invånare är Frankfurt den största staden i Hessen och är en av huvudorterna i storstadsområdet Rhen-Main, där sammanlagt 5,5 miljoner invånare bor. Staden ligger vid floden Mains nedre lopp omkring 30 kilometer från utloppet i Rhen.
Sin höga ålder till trots har Frankfurt en skyline som är tämligen ovanlig för europeiska förhållanden. Den har ett stort antal skyskrapor, däribland en av Europas allra högsta, Commerzbank Tower. Stadens centrum har till stor del alltså inte ett typiskt europeiskt utseende utan ser mer ut som en amerikansk storstad. Staden har också skämtsamt blivit kallad Mainhattan, men även Bankfurt eftersom många stora banker har sitt säte i staden.
Frankfurt är även mässornas stad med ett av världens största mässkomplex, Messe Frankfurt, som bland annat arrangerar musikmässan Musikmesse sedan 1980, en stor bokmässa och en av världens största bilutställningar, IAA.

## Historia

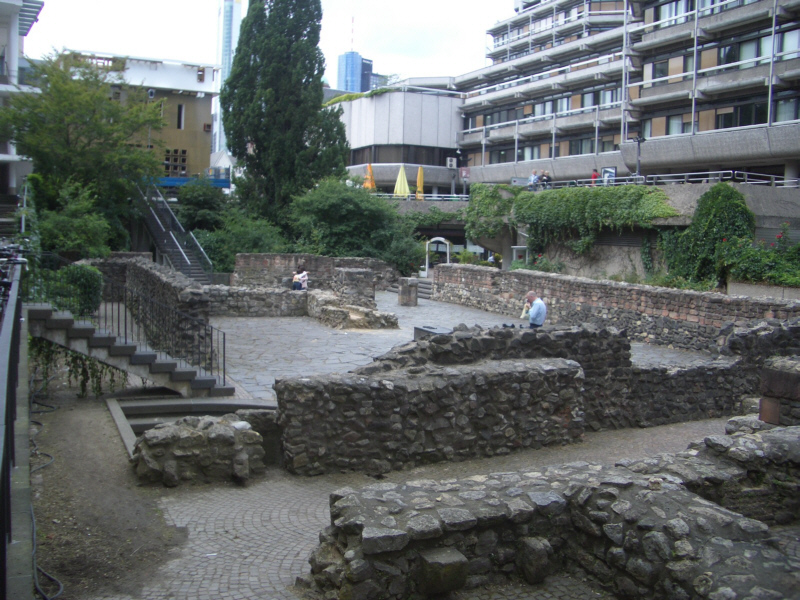
Grunderna till romarkastellet och kejsarpalatset framför domkyrkan

### Romartiden
Trakten där nuvarande Frankfurt ligger var från kejsar Vespasianus regering i slutet av första århundradet modern tideräkning till år 260 en del av den administrativa enheten Civitas Taunensium i den romerska provinsen Germania superior. Huvudorten i Civitas Taunensium var Nida och denna låg där Frankfurtstadsdelen Heddernheim ligger idag. Under romartiden fanns ett kastell på platsen väster om dagens domkyrka, som sedan ersattes med en romersk villa. Man har nämligen funnit resterna av ett romerskt bad på platsen. Senast 260 övergavs dock både denna villa och staden Nida då alemannerna tvingade romarna att återigen flytta tillbaka sin gräns till Rhen.

### Medeltiden
Området runt det blivande Frankfurt kom under 500-talet under frankernas styre, och de finns också med i namnet Frankfurt som betyder ”Frankernas vadställe”. Namnet ”Frankfurt” nämns dock inte förrän 794 då Karl den store sammankallade ett kyrkomöte här, den så kallade synoden i Frankfurt. Utgrävningar visar att platsen var bebyggd redan under merovingernas tid men Karl den store hade låtit uppföra ett kejsarpalats (Kaiserpfalz) och ett palatskapell på samma plats där det gamla romarkastellet en gång låg.
Vid Frankerrikets uppdelning 843 valde kungen av det Östfrankiska riket, Ludvig den fromme, Frankfurt som sitt huvudsakliga residens, vilket ledde till en utbyggnad av kejsarpalatset. Palatskapellet ersattes också av en större kyrka, Salvatorkirche, vilken invigdes 852.

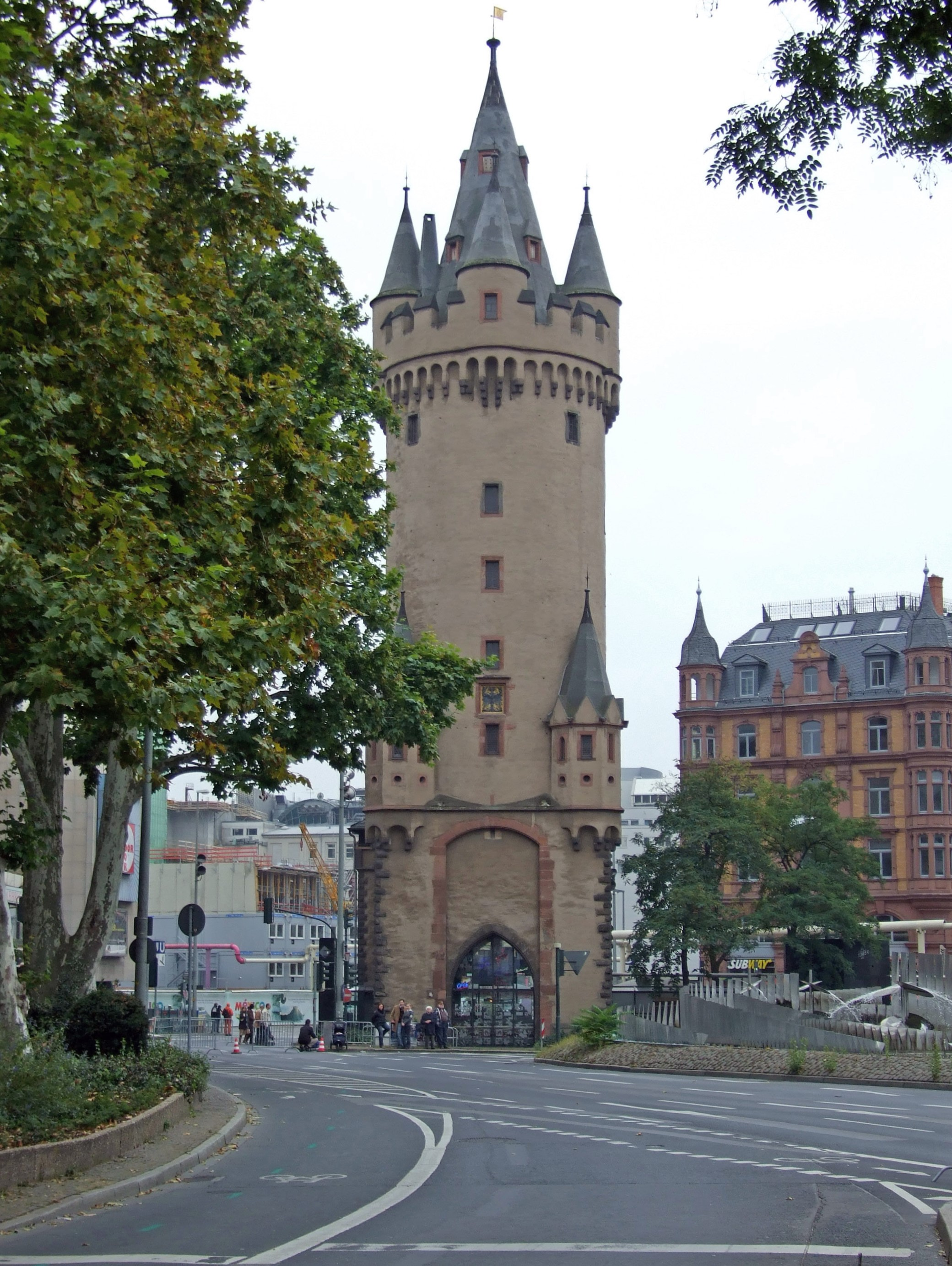
Eschenheimer Turm, en del av Frankfurts tredje stadsmur

Frankfurt var även en viktig residensstad för den ottonska kejsarätten och dessa lät under början av 900-talet uppföra Frankfurts första stadsmur. Under 1000-talet förlorade dock den framväxande staden i betydelse då kejsarna valde att styra det tysk-romerska riket från andra städer. Kejsarpalatset övergavs och tilläts förfalla. I mitten av 1100-talet lät dock den staufiske kejsaren Konrad III uppföra borgen Saalhof en bit ifrån det gamla kejsarpalatset. Traditionen att välja den tysk-romerske kungen i Frankfurt började också befästas i mitten av 1100-talet och Stauferkejsarna gynnade staden på olika sätt. Vid denna tid började staden växa utanför sina murar vilket ledde till uppförandet av stadsmuren Staufenmauer runt år 1200. Staden fick bland annat även rättigheten att hålla mässor och att prägla mynt. 1245 blev Frankfurt dessutom omedelbar riksstad, d.v.s. den kom att stå direkt under kejsaren.
Staden fortsatte att gynnas under 1300-talet. I den kejserliga Gyllene bullan från 1356 bestämdes att valet av tysk-romersk kung skulle ske i Frankfurt hädanefter och att Frankfurts borgare skulle skydda valprocessen. Rätten att hålla mässor bekräftades av kejsar Ludvig IV, som dessutom gav staden rätt att utöka sin redan utanför Staufenmauer växande bebyggelse ännu mer och omgärda detta område med en ny mur. Detta ledde till att Frankfurts tredje stadsmur började byggas. Arbetet på denna varade till början av 1500-talet och den inneslöt en tre gånger större yta än Staufenmauer gjorde.
1393 gav den tysk-romerske kungen Wenzel staden även rätt att bygga ett lantvärn (Frankfurter Landwehr) som med buskar, vallgravar och vakttorn vid ingångarna skulle dels skydda dels tydliggöra stadens territorium. Territoriet under denna tid, som i princip inte skulle ändra sig förrän på 1800-talet, bestod av Altstadt (området innanför Staufenmauer), Neustadt (den nuvarande stadsdelen Innenstadt: området mellan Staufenmauer och den tredje stadsmuren), Sachsenhausen på andra sidan Main och dessutom ett antal byar och lant- och skogsområden runt omkring som inte skulle bebyggas förrän på 1800-talet.
Anledningen till bygget av lantvärnet, ett arbete som tog cirka 150 år, var växande konflikter med grannfurstarna, bland annat riddarna av Kronberg och grevarna av Hanau. 1389 hade Frankfurt förlorat stort i slag mot dessa och deras allierade vid Eschborn.

### Från reformationen till Wienkongressen

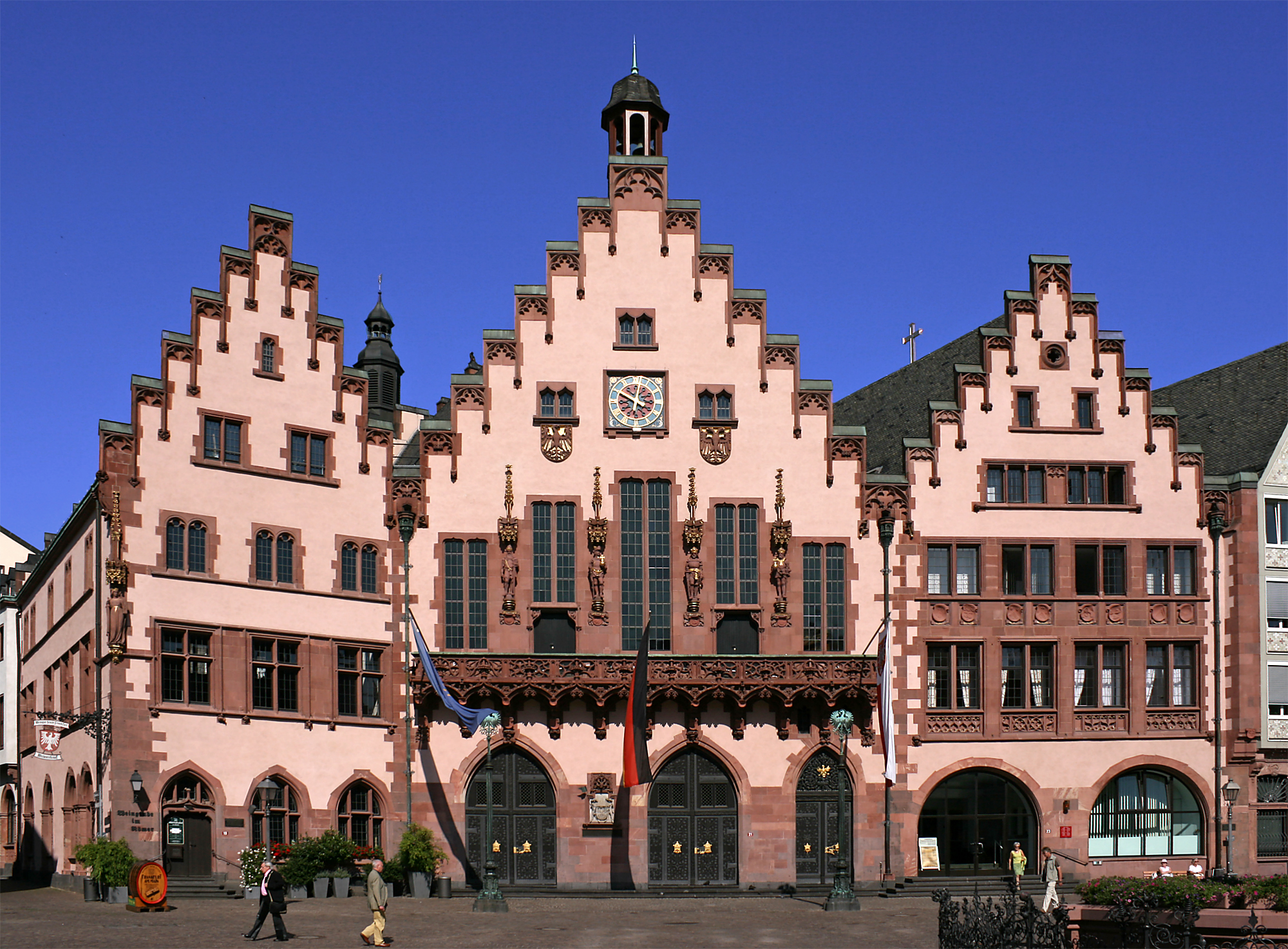
Römer, Frankfurts rådhus sedan 1405

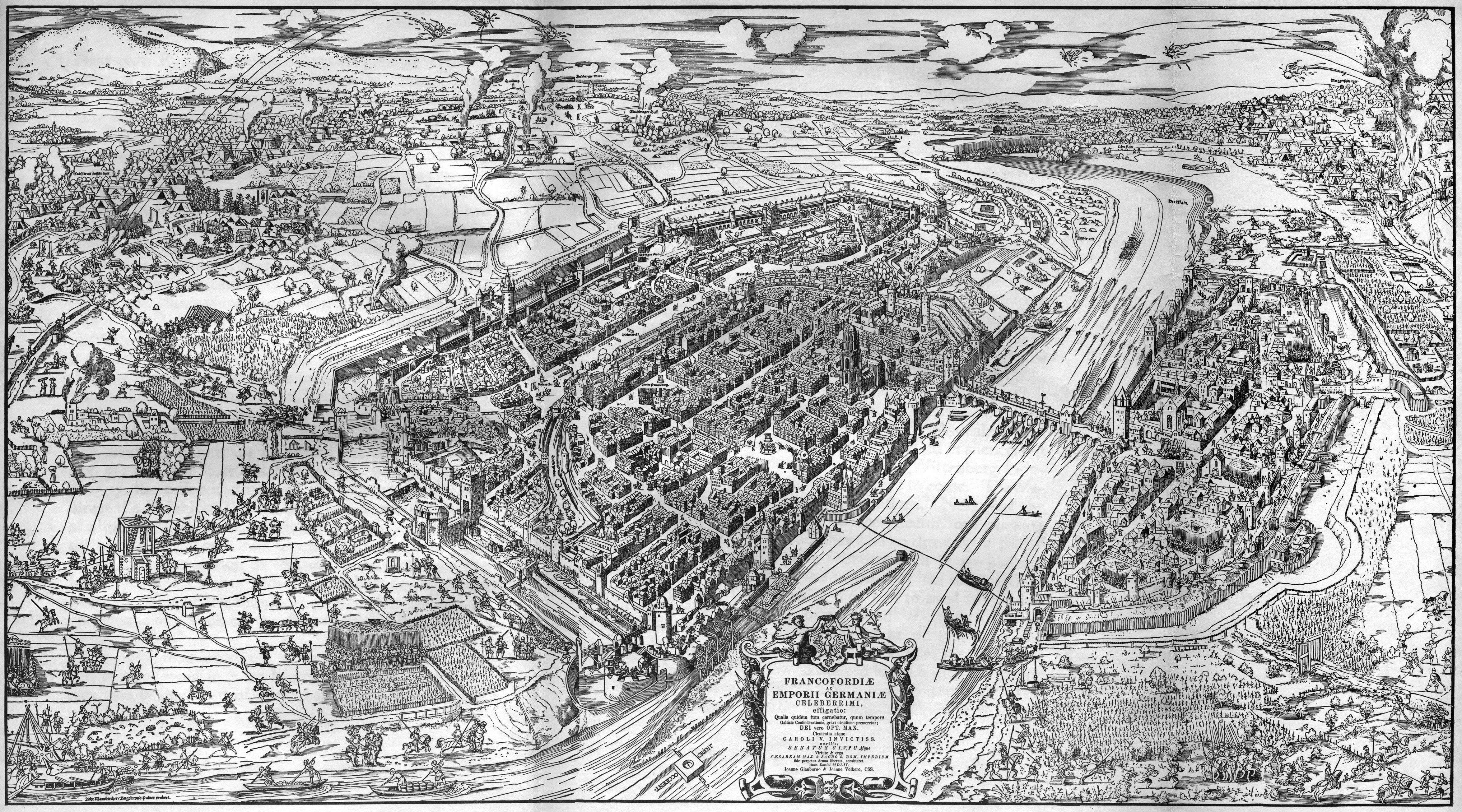
Frankfurt under belägringen 1552

Reformationen genomfördes i Frankfurt 1530 och 1536 gick staden med i det protestantiska Schmalkaldiska förbundet (Schmalkaldischer Bund). Detta ledde till att Frankfurt blev indragen i det Schmalkaldiska kriget mellan förbundet och kejsaren 1546 till 1547. Frankfurt försonades dock med kejsaren och vid återigen uppblossande stridigheter 1552 stod Frankfurt istället på kejsarens sida och staden belägrades av protestantiska trupper, men höll stånd, dock inte tack vare den redan då föråldrade stadsmuren.
Många sammanträden mellan protestantiska furstar ägde rum i Frankfurt under mitten av 1500-talet, bland annat under riksdagen 1558 då det bestämdes att protestanterna skulle hålla sig till den Augsburgska bekännelsen. I slutet av 1500-talet ledde inflyttningen av på grund av sin tro fördrivna nederländska familjer till Frankfurt till att den reformerta läran också fick fäste i staden. 1585 grundades Frankfurtbörsen när köpmän vid Frankfurtmässan kom överens om en fast växelkurs för de olika valutorna som cirkulerade i staden och hur man skulle handla med dessa.
Från 1500-talet och framåt skedde många kröningar av de tysk-romerska kejsarna i Frankfurt. Själva kröningen skedde i Domkyrkan medan den efterföljande festmåltiden ägde rum i Römer, som varit stadens rådhus sedan 1405.
Mellan 1612 och 1616 förekom oroligheter i staden som startades av ett antal ledare för stadens skråväsende. Missnöjet riktade sig mot stadens patriciers privilegier. 1614 urartade dock det hela till judeförföljelser som kulminerade med plundringen av stadens judiska kvarter och fördrivandet av judarna från staden. Med kejsar Mattias' hjälp återställdes dock lugnet och ledarna för upproret avrättades. 1616 kunde judarna under skydd av militäreskort återvända till staden.
1618 bröt det trettioåriga kriget ut och Frankfurt försökte så gott det gick att hålla sig neutralt i konflikten. 1622 stod ett slag mellan den protestantiska unionen och den kejserliga ligan vid Höchst, nära Frankfurts gräns, och det stod alltmera klart för rådet att Frankfurt behövde ett bättre försvar. 1628 började alltså staden byggas ut till en barock fästning, men arbetet varade ända till 1667 och var inte till någon nytta när den svenska armén under Gustav II Adolf krävde att få komma in i staden 1631. De släpptes in utan motstånd och stannade i staden till 1635 då de med hjälp av kejserliga trupper fördrevs från sitt sista fäste i Sachsenhausen. Kriget förde med sig att en pestepidemi bröt ut i staden mellan 1634 och 1636. Vid Westfaliska freden 1648 bekräftades stadens status som fri riksstad.
Frankfurt hämtade sig jämförelsevis snabbt från kriget och blev inte inblandad i stridigheter igen förrän mellan 1759 och 1763, då staden ockuperades av franska trupper i samband med det sjuåriga kriget. 1792 erövrades staden återigen av fransmännen, denna gång i form av revolutionsarmén. De kunde dock snabbt drivas tillbaka igen men var tillbaka igen 1796 och under belägringen bombarderade de det av österrikare försvarade Frankfurt. När fransmännen till slut erövrade staden fick Frankfurt betala en enorm krigstribut. Frankfurt kunde dock behålla sin självständighet till 1806, då det tysk-romerska riket upplöstes och Frankfurt inlemmades i det franskdominerade Rhenförbundet. 1810 till 1813 var Frankfurt huvudstad i det nybildade storhertigdömet Frankfurt. Under dessa år under fransk dominans revs stadsmuren och fästningsanläggningarna omvandlades till ett parkområde. Enligt en lag som fortfarande gäller fick man inte bygga något på detta parkområde runt stadskärnan.
Efter slaget vid Leipzig tågade 1813 de mot Napoleon allierade trupperna in i Frankfurt. Vid Wienkongressen återfick staden sin status som fri stad, fast nu inom det nybildade tyska förbundet.

### 1815 till idag

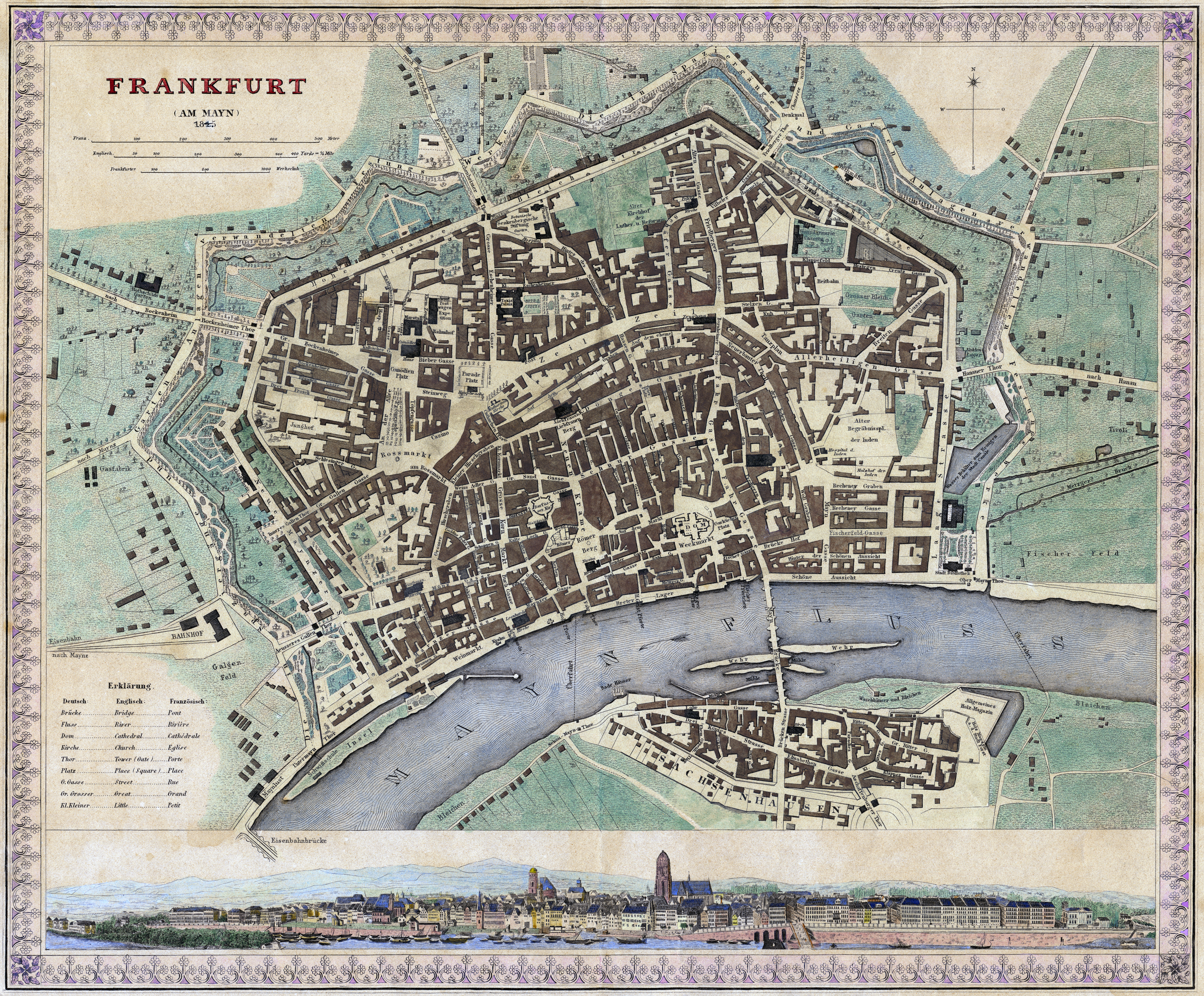
Frankfurt på en karta från 1845

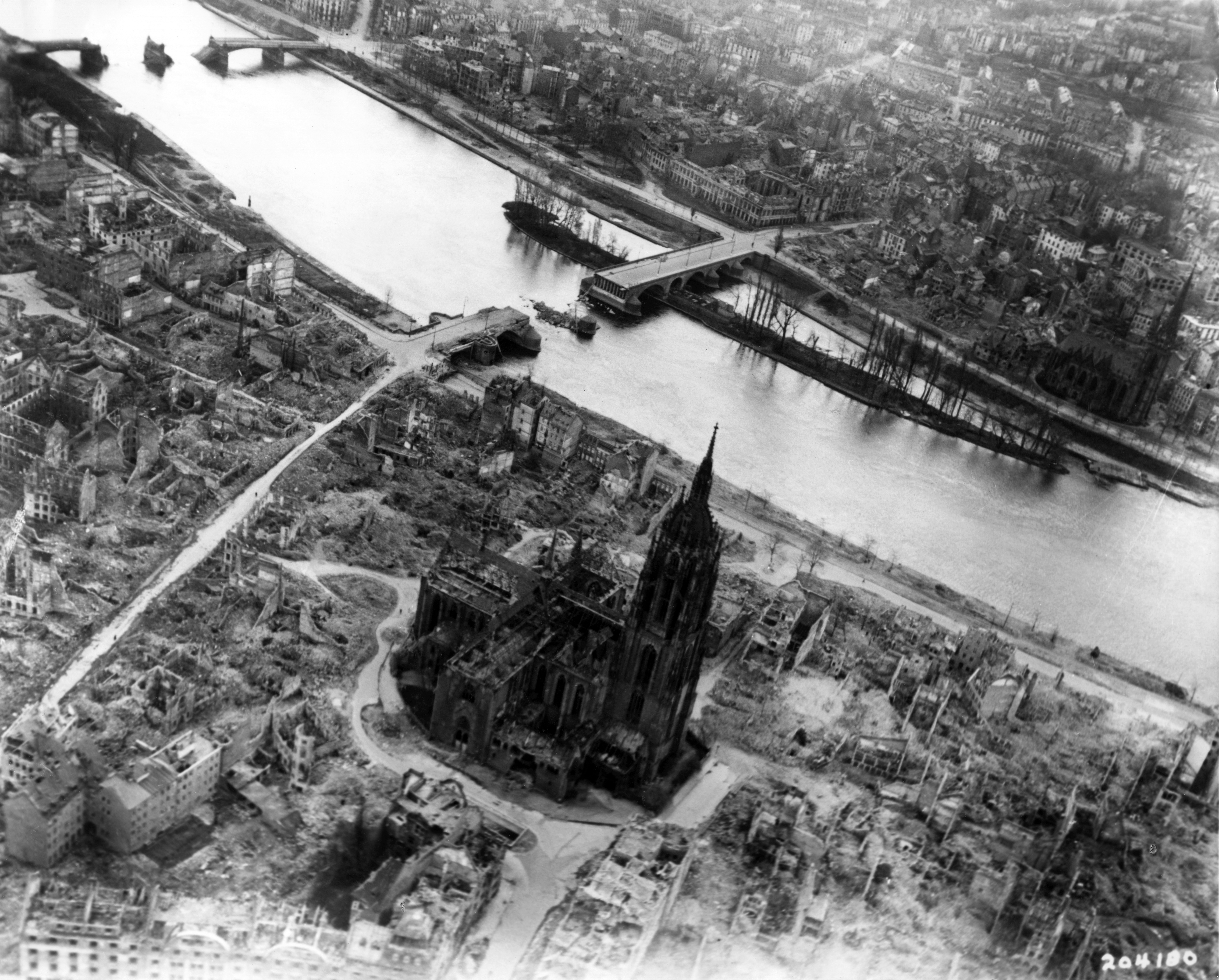
Domkyrkan och dess omgivning i mars 1945

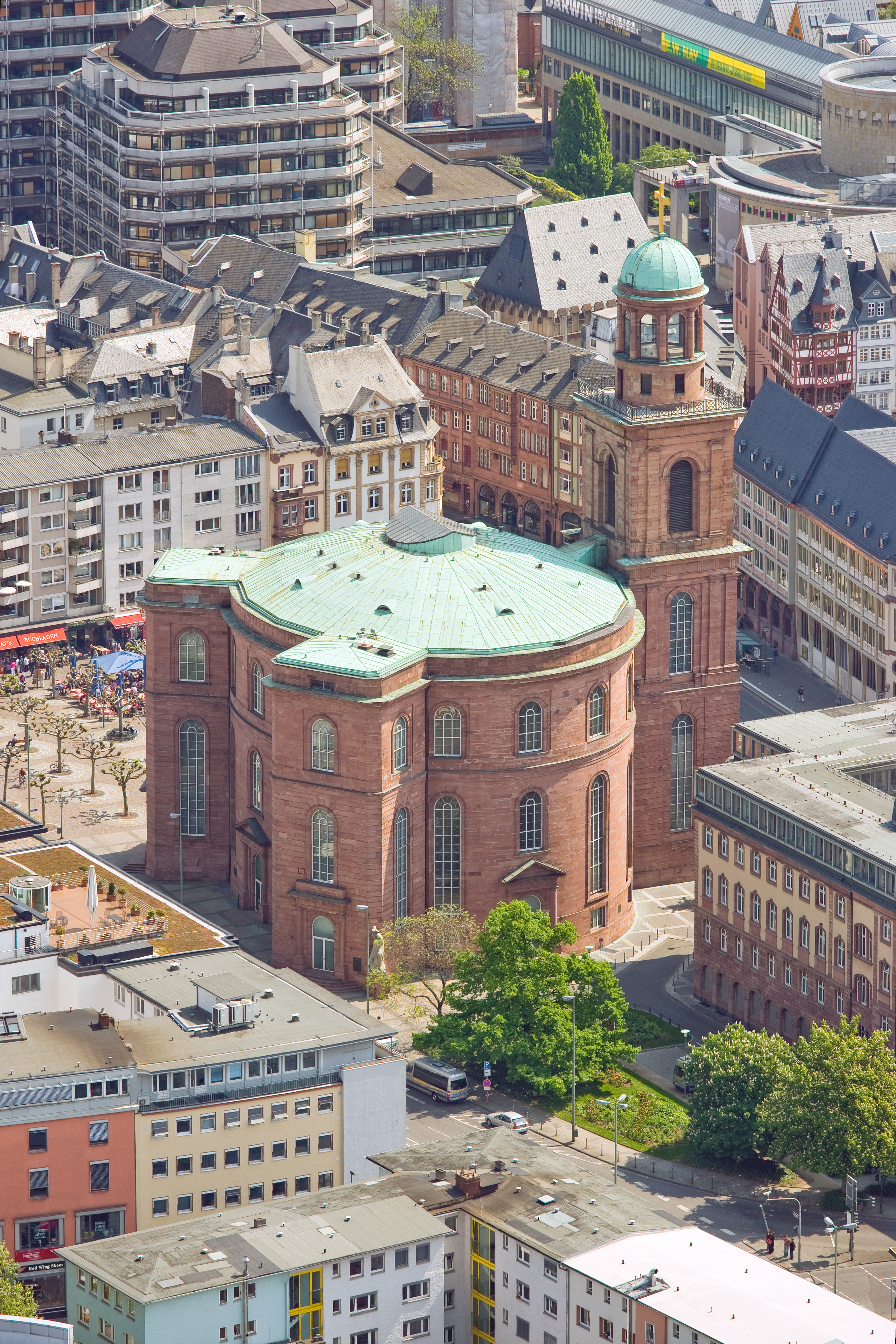
Paulskirche

Det tyska förbundets riksdag (Bundestag) fick sitt säte i Frankfurt 1816. Riksdagen var monarkistisk och tillämpade ofta censur, vilket 1833 ledde till att en handfull studenter försökte starta en demokratisk revolution. Försöket misslyckades dock och ledarna avrättades. Efter marsrevolutionen 1848 blev dock Frankfurt centrum för det första fritt valda parlamentet (Frankfurter Nationalversammlung) i Tyskland. Den höll sina sammanträden i Paulskirche fram till i maj 1849 då resterna av parlamentet flyttade till Stuttgart och inte långt därefter upplöstes helt. Försöket att bilda en demokratisk tysk stat hade misslyckats.
I juli 1866 annekterades Frankfurt av Preussen efter att ha tagit Österrikes parti i kriget mellan Österrike och Preussen. Staden fick betala ett högt krigsskadestånd och införlivades i den preussiska provinsen Hessen-Nassau. Tiden som fri stad var slutligen över.
1871 undertecknades i Frankfurt freden som gjorde slut på det tysk-franska kriget. Med hjälp av bland annat krigsskadestånd från Frankrike fick Frankfurt ett stort ekonomiskt uppsving. Frankfurt växte också till ytan då fler och fler av de omkringliggande områdena införlivades i Frankfurt och 1928 var staden den till ytan största i Tyskland.
Efter kommunalvalet i mars 1933, då nazistpartiet NSDAP fått 47,9% av rösterna, ersattes den judiske överborgmästaren Ludwig Lantmann med NSDAP-medlemmen Friedrich Krebs, som behöll denna post till 1945. Direkt efter det nazistiska maktövertagandet uteslöts samtliga judar ur stadsförvaltningen och socialdemokrater och kommunister började arresteras och föras till olika temporära koncentrationsläger i staden. I september samma år påbörjades bygget av den första riksmotorvägen (Reichsautobahn), som gick mellan Frankfurtstadsdelen Niederrad och Darmstadt. Terrorn mot oliktänkande och judar tilltog och under kristallnatten 1938 brändes stadens samtliga synagogor ned. Av de 29000 judar som bott i staden 1933 fanns bara 140 kvar 1945 och omkring 11 500 av dem hade dödats i olika utrotnings- och koncentrationsläger.
Bunkrar började uppföras i staden när det stod klart att Frankfurt skulle drabbas av flyganfall, vilka också mycket riktigt följde. Det värsta av dem kom den 22 mars 1944 då i princip hela den medeltida Altstadt förstördes och 1000 människor dog. När kriget var slut för Frankfurts del i mars 1945 hade cirka 5000 civila dödats under bombanfallen och hälften av alla bostäder i hela stadsområdet var förstörda.
1946 blev Frankfurt en del av det nybildade förbundslandet (Bundesland) Hessen. Valet till huvudstad i Västtyskland stod mellan Frankfurt och Bonn, och Bonn vann bara med knapp marginal. Frankfurt kom dock att bli Västtysklands finansiella centrum.

## Demografi idag
Med en befolkning på 688 249 under 2010, är Frankfurt den femte största staden i Tyskland efter Berlin, Hamburg, München och Köln. Staden anses vara en mångkulturell stad, eftersom den är hem för människor av 180 nationaliteter. Förutom den etniska tyska majoriteten innehåller staden ansenligt många invandrare från Turkiet, Italien, Colombia, Kroatien, Serbien, Polen, Grekland, Nordmakedonien, Mexiko, Marocko, Bosnien och Hercegovina, Pakistan, Spanien, Portugal, Frankrike, Nederländerna, Japan, USA, Österrike, Indien, Storbritannien, Rumänien, Afghanistan, Ryssland, Bulgarien, Libanon och Kina. Frankfurts tätort är också hem för den näst största koreanska befolkningsgruppen i Europa och Tysklands största Sri Lanka-tamilska befolkningsgrupp. Nästan 25 procent av Frankfurts invånare är utländska medborgare. 40 procent av stadens invånare och 65 procent av barn under fem års ålder har invandrarbakgrund.
Frankfurt har varit en storstad (i Tyskland en stad med minst 100 000 invånare per definition) sedan 1875. Staden var 1910 Tysklands 9:e största med 414 576 invånare och antalet invånare ökade till 553 464 före andra världskriget. Efter kriget, vid slutet av 1945, hade antalet sjunkit till 358 000. Under de följande åren växte befolkningen åter igen och nådde en topp med 691 257 år 1963. Den minskade till 592 411 år 1986, men har ökat sedan dess. Enligt en demografisk prognos för staden Frankfurt väntas befolkningen nå 700 tusen-strecket 2012 och därefter öka till 725 000 år 2020.

## Administrativ indelning

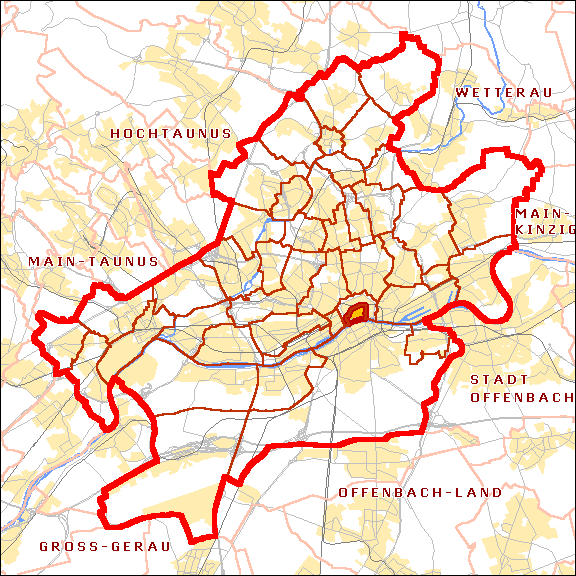
Frankfurts stadsdelar med Altstadt markerad

Frankfurt är uppdelad i 46 stadsdelar. Stadsdelen Altstadt (”Gamla staden”) är den äldsta och utgör i princip det område som rymdes inom den medeltida stadsmuren Staufenmauer. Den sedan sen medeltid bebyggda stadsdelen Innenstadt ligger i en halvcirkel runt Altstadt och utanför Innenstadt ligger i sin tur stadsdelarna Bahnhofviertel, Westend, Nordend och Ostend (från väster till öster), vilka inte blev bebyggda förrän på 1800-talet. På Mains södra strand mitt emot Altstadt ligger Sachsenhausen. Historiskt sett och i folkets medvetande ses vanligen Sachsenhausen, Westend och Nordend som stadsdelar. Administrativt sett så är de dock uppdelade i Sachsenhausen-Nord och -Süd, Westend-Nord och -Süd och i Nordend-Ost och -West.
Området de nämnda stadsdelarna täcker utgjorde i mitten av 1800-talet ungefär hela Frankfurt. Under perioden från 1877 och framåt växte dock Frankfurt starkt till ytan i och med att fler och fler intilliggande byar och städer gick samman med Frankfurt. De största områdestillökningarna kom 1910 och 1928, då bland annat staden Höchst blev en del av Frankfurt. Den sista kom 1977, då den dåvarande staden Bergen-Enkheim blev en stadsdel till Frankfurt.
Den till ytan största stadsdelen är Sachsenhausen-Süd med sina 34,89 km². Den minsta stadsdelen är Altstadt som bara är 0,48 km² stort. Flest invånare har Bockenheim (33067 stycken) och Flughafen har minst invånare (218 stycken). Till ytan är däremot Flughafen näst störst och har följaktligen den lägsta befolkningstätheten (bara 12 invånare/km²). Högst befolkningstäthet har Nordend-Ost med 15 328 invånare/km².
Frankfurt är även uppdelad i 16 så kallade Ortsbezirke (”Ortsdistrikt”) som främst har politisk betydelse i och med att de har egna ”ortsparlament”. För Frankfurts invånare har denna indelning inte så stor betydelse i vardagen dock utan de känner mera samhörighet med de som bor i samma stadsdel.

## Sevärdheter

### Altstadt

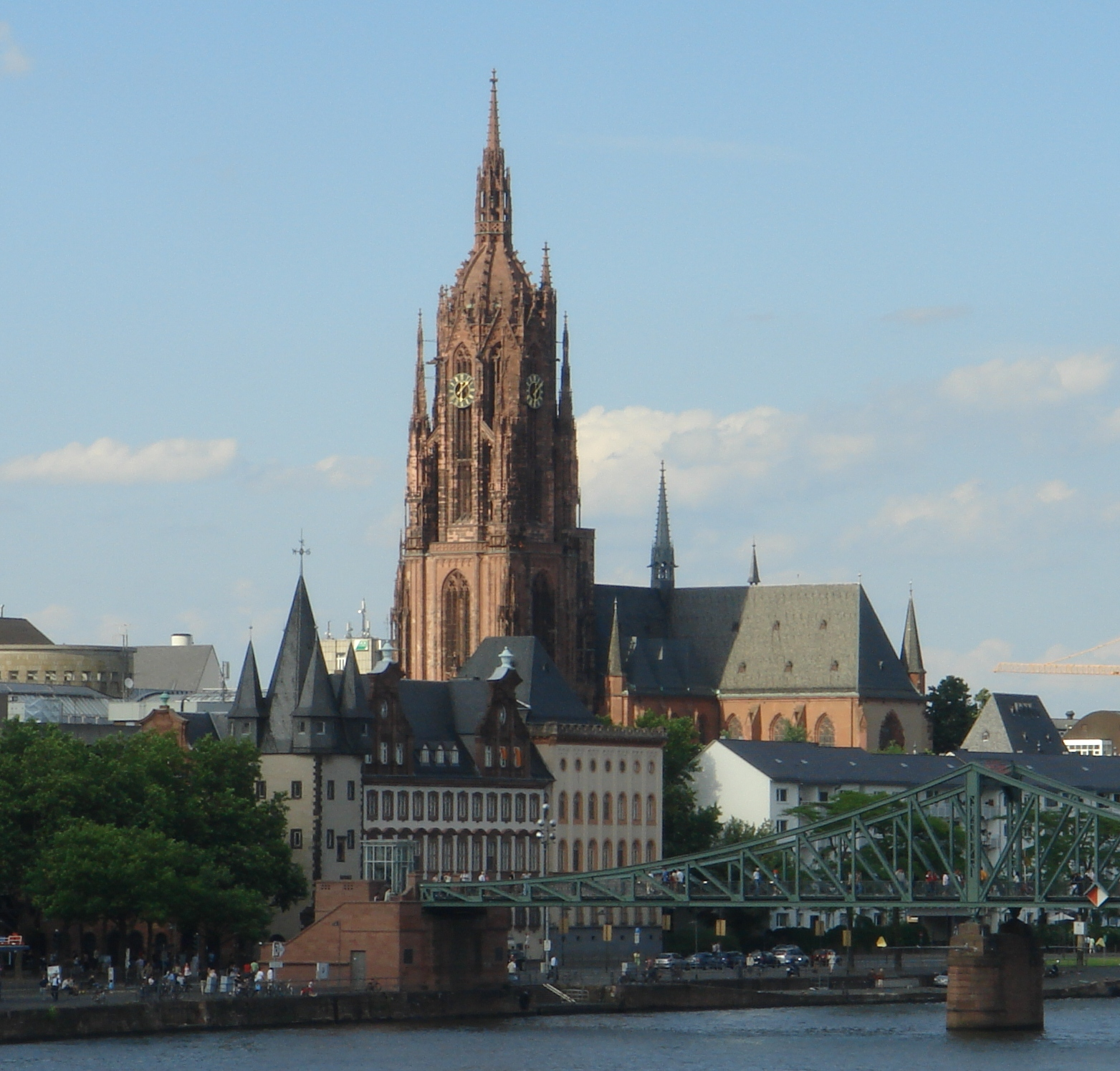
Domkyrkan. I förgrunden syns Saalhof och bron Eiserner Steg

Stadsdelen Altstadt (”Gamla staden”) är den äldsta delen av Frankfurt, men trots detta domineras den av arkitektur från 1950-talet och framåt eftersom hela stadsdelen förstördes av bomber 1944. En hel del byggnadsminnesmärken har dock rekonstruerats efter andra världskriget och planer finns på att rekonstruera ännu fler. Det viktiga torget Römerberg har i viss utsträckning återställts och här finns bland annat rådhuset Römer, vilket egentligen är ett komplex av byggnader som sträcker sig västerut. I västra änden av detta komplex finns två markanta torn som kallas Langer Franz och Kleiner Cohn. Vid Römerberg finns även den gotiska kyrkan Alte Nikolaikirche och ett antal vackra korsvirkeshus som rekonstruerades så sent som på 1980-talet.
Gatan Markt som löper österut från Römerberg var innan kriget kantad av gamla korsvirkeshus men domineras nu av 1970-talsbyggnaden Technisches Rathaus på norra och konsthallen Schirn på södra sidan. Det gotiska stenhuset Steinernes Haus har dock byggts upp igen. I östra änden av Markt finns resterna av ett karolingiskt kejsarpalats att beskåda framför Frankfurts största kyrka: Domkyrkan. Frankfurt har aldrig varit ett biskopssäte så benämningen ”domkyrka” är egentligen felaktig men den kallas ändå så på grund av sin storlek och dess viktiga funktion som valplats och senare även kröningsplats för den tysk-romerske kungen. Söder om domkyrkan finns ännu ett gotiskt stenhus, kallat Leinwandhaus.
Söder om Römerberg ligger det betongbrutalistiska historiska museet, där en staty av Karl den store står vid ingången. Mittemot museet ligger korsvirkeshuset Haus Wertheym, vilket var det enda av Frankfurts över 4 000 korsvirkeshus som överlevde andra världskriget. Här ligger också Saalhof som ursprungligen var en kejsarborg under medeltiden, men som med tiden kom att ersättas med en samling byggnader från senare tidsepoker, bland annat Rententurm som var en del av Frankfurts stadsmur. Saalhof ligger utmed Main och andra sevärdheter som ligger längs Main är den sengotiska kyrkan Leonhardskirche och broarna Alte Brücke (”Gamla bron”) och Eiserner Steg som förbinder Altstadt med stadsdelen Sachsenhausen på Mains södra sida. Ett kvarter väster om Leonhardskirche ligger ett före detta karmeliterkloster, som numera fungerar som arkeologiskt museum.
Utgår man återigen från Römerberg, men istället vänder sig norrut kommer man till torget Paulsplatz som domineras av den klassicistiska kyrkan Paulskirche. Den har inte använts som kyrka sedan andra världskriget och är mest känd för att den 1848 till 1849 inhyste Tysklands första demokratiskt valda parlament. Norr om Paulskirche löper den efter kriget öppnade breda genomfartsleden Berliner Strasse och från denna och norrut löper shoppinggatan Neue Kräme, som bara är öppen för fotgängare. Neue Kräme mynnar ut i torget Liebfrauenberg och här ligger den gotiska kyrkan Liebfrauenkirche. Från Liebfrauenberg kommer man till två andra gågator, Töngesgasse och Liebfrauenstrasse, också de viktiga shoppinggator. Om man följer Töngesgasse österut kommer man till en bevarad del av den medeltida stadsmuren Staufenmauer.

### Julmarknad
Frankfurts julmarknad har anor tillbaka till år 1393 och arrangeras mellan första och sista advent varje år. Marknaden har runt tre miljoner besökare och över 200 utställare.

### Sachsenhausen

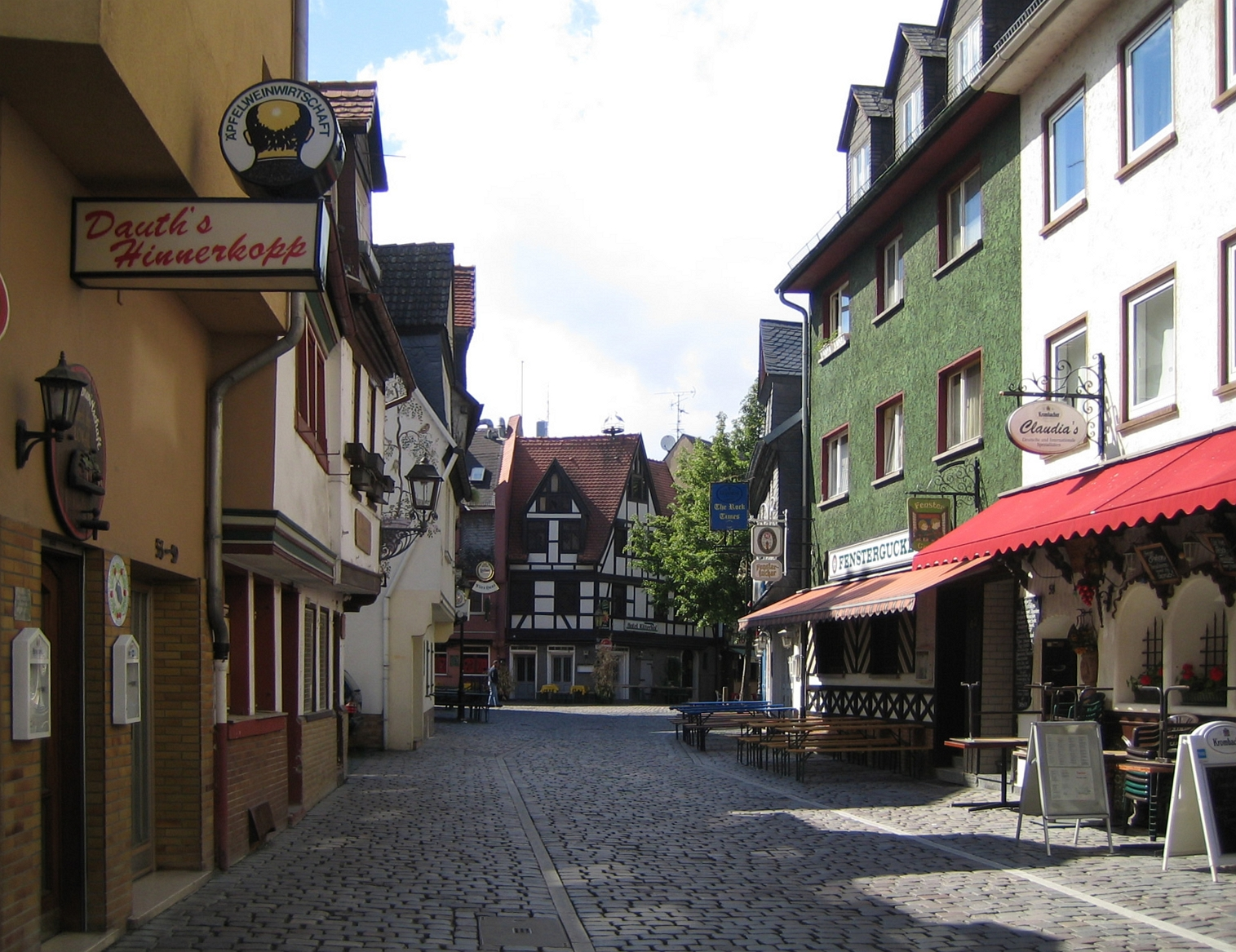
Ebbelwoikvarteren i Sachsenhausen

På Mains södra sida, mittemot Altstadt, ligger stadsdelen Sachsenhausen, som redan under medeltiden tillhörde Frankfurt. Under andra världskriget klarade sig Sachsenhausen något bättre än Altstadt och på sina ställen kan man fortfarande få en känsla av hur det gamla Frankfurt en gång tedde sig.
Under 1200-talet slog sig den tyska orden ned i Sachsenhausen och tar man sig över Main via Alte Brücke kommer man direkt till dess före detta kloster och den tillhörande klosterkyrkan. Kyrkan, Deutschordenskirche, byggdes under medeltiden i gotisk stil, men fick i början av 1700-talet en exteriör i barock. Klosterbyggnaderna byggdes under samma tid i ren barockstil och sedan 1990 utnyttjas lokalerna av Frankfurts ikonmuseum.
En bit bakom klostret ligger ett antal smala gågator och detta område brukar kallas ”Ebbelwoikvarteren” eller ”Gamla Sachsenhausen”. Ebbelwoi är vad Apfelwein, det vill säga äppelvin kallas på Frankfurtdialekt och som namnet antyder serveras denna dryck på många ställen här. Förutom sitt äppelvin, sina kaféer, restauranger och krogar är området också känt för ett bevarat torn från 1490, Kuhhirtenturm, som en gång tillhörde stadsmuren. Förutom många korsvirkeshus finns även ett sengotiskt stenhus från tiden kring 1450 vid Klappergasse i Gamla Sachsenhausen.
Nordväst om Gamla Sachsenhausen finns den lilla gatan Schellgasse, där Frankfurts äldsta bevarade korsvirkeshus ligger, vilket byggdes omkring 1290. Fortsätter man mot Main kommer man till den nygotiska kyrkan Dreikönigskirche, som byggdes mellan 1875 och 1880 och har ett 81 meter högt torn. En bit väster om kyrkan börjar Museumsufer (Museistranden), en gata längs med vilken 9 museer ligger utspridda, däribland det kända konstmuseet Städel.
Ser man till hela stadsdelen så domineras dess skyline av den 120 meter höga f.d. spannmålssilon Henninger Turm och det 88 meter höga flerbostadshuset Mainplaza från 2001 som ritades av arkitekten Hans Kollhoff.

### Andra centrala stadsdelar

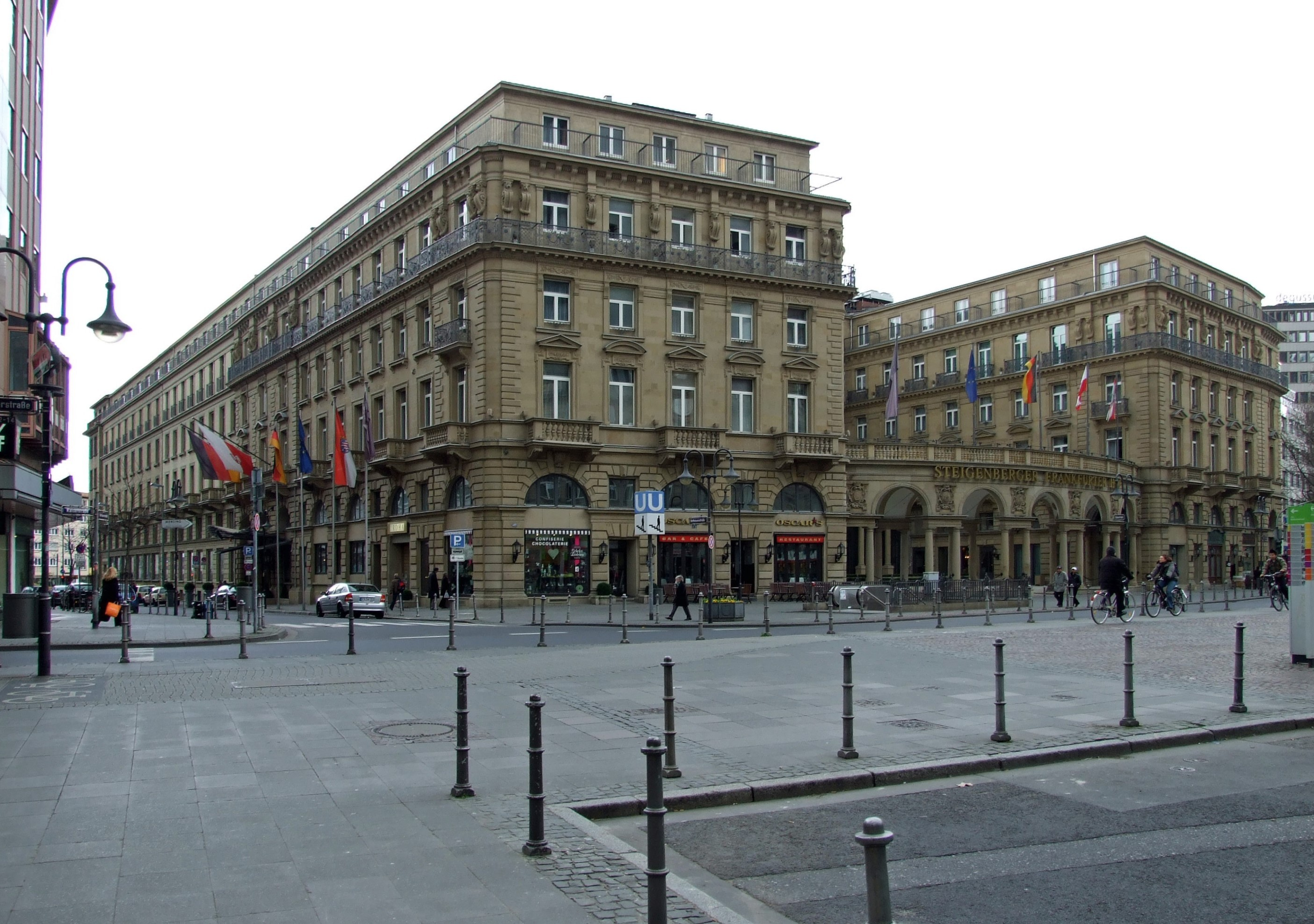
Frankfurter Hof

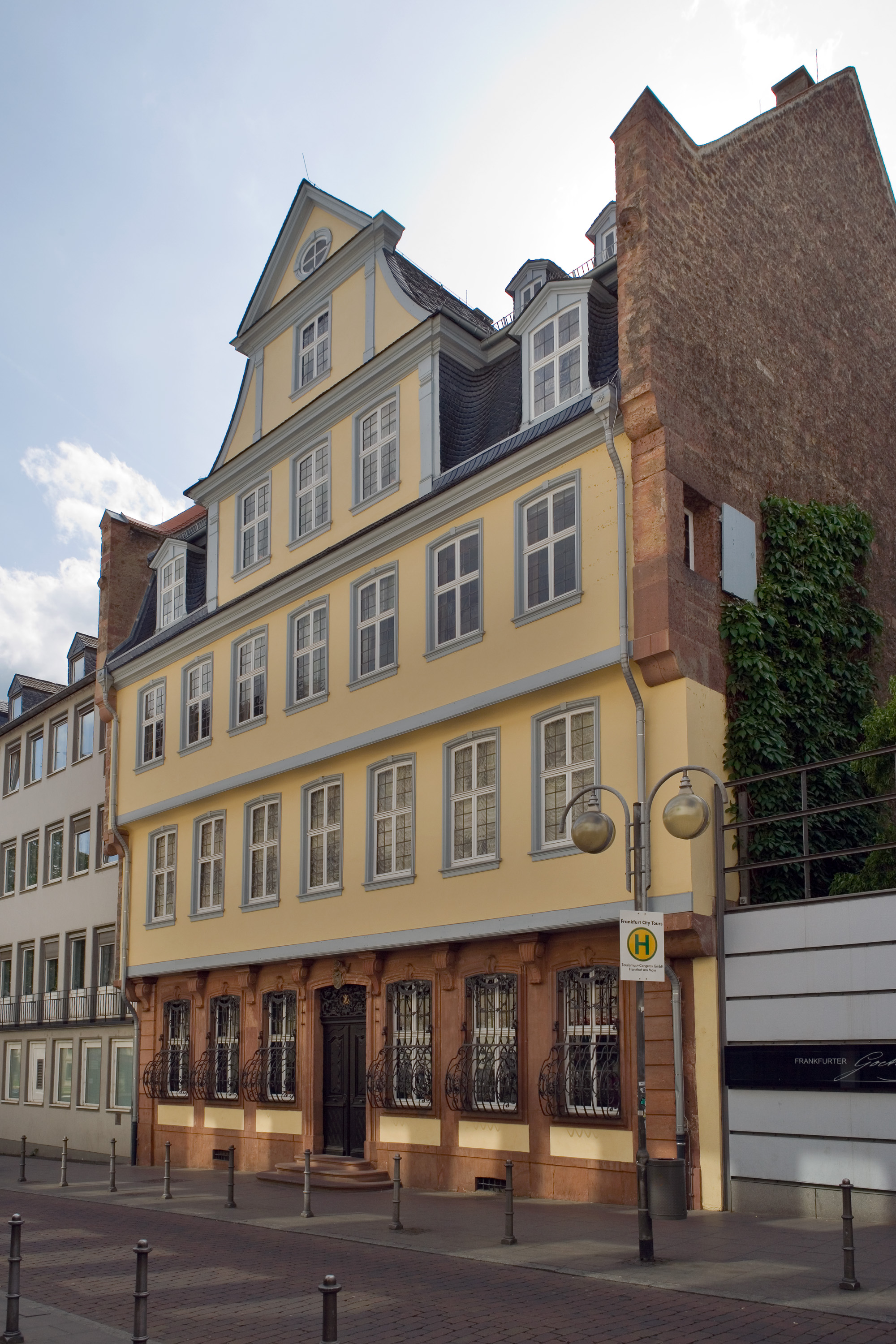
Goethe-Haus

Stadsdelen Innenstadt (”Innerstaden”), även kallad Neustadt (”Nya staden”), sträcker sig nästan hela vägen runt Altstadt i en halvcirkel. I motsats till Altstadt och Sachsenhausen så blev denna del inte bebyggd förrän under slutet av medeltiden och kom att omslutas av Frankfurts tredje stadsmur. En kvarvarande rest av denna är tornet Eschenheimer Turm, vilken byggdes i början av 1400-talet och stod vid en av ingångarna till staden. Utanför denna stadsmur anlades på 1600-talet bastioner och vallgravar men det enda som finns kvar av dessa idag är ett parkområde som sträcker sig hela vägen utmed innerstadens gräns.
I södra delen av innerstaden ligger det långa och breda shoppingstråket Zeil. Nära Zeil ligger barockkyrkan Katharinenkirche som invigdes 1681. Den mellan 1891 och 1894 byggda nyrenässanskyrkan Peterskirche ligger däremot i norra delen av innerstaden. Båda dessa kyrkor ersatte äldre kyrkor som stått på platserna innan.
Andra kända äldre byggnader i innerstaden är den mittemot Katharinenkirche liggande vaktbyggnaden Hauptwache från 1730, hotellet Frankfurter Hof, Frankfurtbörsen, Goethes födelsehus (Goethe-Haus) och konserthuset Alte Oper.
I övrigt är innerstaden mest känd för sina skyskrapor av vilka många ligger vid Neue Mainzer Strasse. Västra delen av Innenstadt tillhör de så kallade Bankkvarteren (Bankenviertel) som också innefattar delar av de intilliggande stadsdelarna Bahnhofviertel och Westend. Namnet kommer av att många banker har sina kontor här, som dessutom för flera av dem är huvudkontor. De högsta skyskraporna i bankkvarteren är 
- Commerzbank Tower (259 m, 300 m inklusive antenn), som ritades av den kände arkitekten Norman Foster och invigdes 1997.
- Westend Tower (208 m), även kallad Kronenhochhaus som byggdes mellan 1990 och 1993.
- Maintower (200 m, 240 m med masten) som invigdes 2000.
- Trianon (186 m) som också det färdigställdes 1993.
- Silver Tower (166 m) som invigdes 1978.
- Deutsche-Bank-Hochhaus (158 m) som byggdes mellan 1979 och 1984 och består av tvillingtornen Deutsche Bank I och Deutsche Bank II.
- Skyper (154 m) som färdigställdes 2004 och vars lokaler huvudsakligen hyrs ut till banken DekaBank.
- Eurotower (148 m), som byggdes mellan 1971 och 1977 och tjänar som säte åt Europeiska centralbanken.
- Den nya Europeiska Centralbanken blev färdig år 2014. Den nya byggnaden är 185 m hög och har 45 våningar. Den ligger på Sonnemannstraße/Rückertstraße i Ostend.

Den högsta byggnaden över huvud taget i Frankfurt är dock det 337,5 meter höga TV-tornet Europaturm i stadsdelen Bockenheim.

### Der Alte Flugplatz
Den gamla flygplatsen (tyska: Der Alte Flugplatz) är den före detta amerikanska militärflygplatsen Maurice Rose Army Airfield i Frankfurt am Main som stängdes 1992. Efter nedläggningen har den tyska projektgruppen „Grüngürtel“ och tyska landskapsarkitekter gjort om flygplatsen till ett natur- och fritidsområde.

## Näringsliv och statliga institutioner

### Finanssektorn
Frankfurt är kanske främst känt som finansmetropol. Den mest betydande tyska börsen, Frankfurter Wertpapierbörse, har sitt säte här. Börsen har medeltida anor och är numera än en av världens största börser för handel med aktier, optioner och fonder. Dessutom finns Europeiska centralbankens huvudkontor i det så kallade Eurotower vid Willy-Brandt-Platz. 
Många av de största tyska bankerna har också sina huvudkontor i Frankfurt. En stor andel av bankerna har sina lokaler i de så kallade ”Bankkvarteren” (Bankenviertel) som ligger öster och norr om centralstationen. Några av de största som har sina huvudkontor här är:
- Deutsche Bank, som grundades 1870 och är Tysklands största bank. Den har sitt säte i tvillingtornen Deutsche-Bank-Hochhaus.
- Commerzbank, som också grundades 1870 och är Tysklands näst största bank. Den har sina lokaler i Tysklands högsta skyskrapa: Commerzbank Tower. 2009 köpte Commerzbank upp den dåvarande tredje största banken i Tyskland, Dresdner Bank, vars namn kommer att försvinna då den helt kommer att sammansmälta med Commerzbank.
- DZ Bank, som återfinns i skyskrapan Westend Tower.
- Landesbank Hessen-Thüringen (Helaba), som har två huvudkontor. Det ena finns i Maintower i Frankfurt och det andra i Erfurt.
- DekaBank, med säte i skyskrapan Trianon.

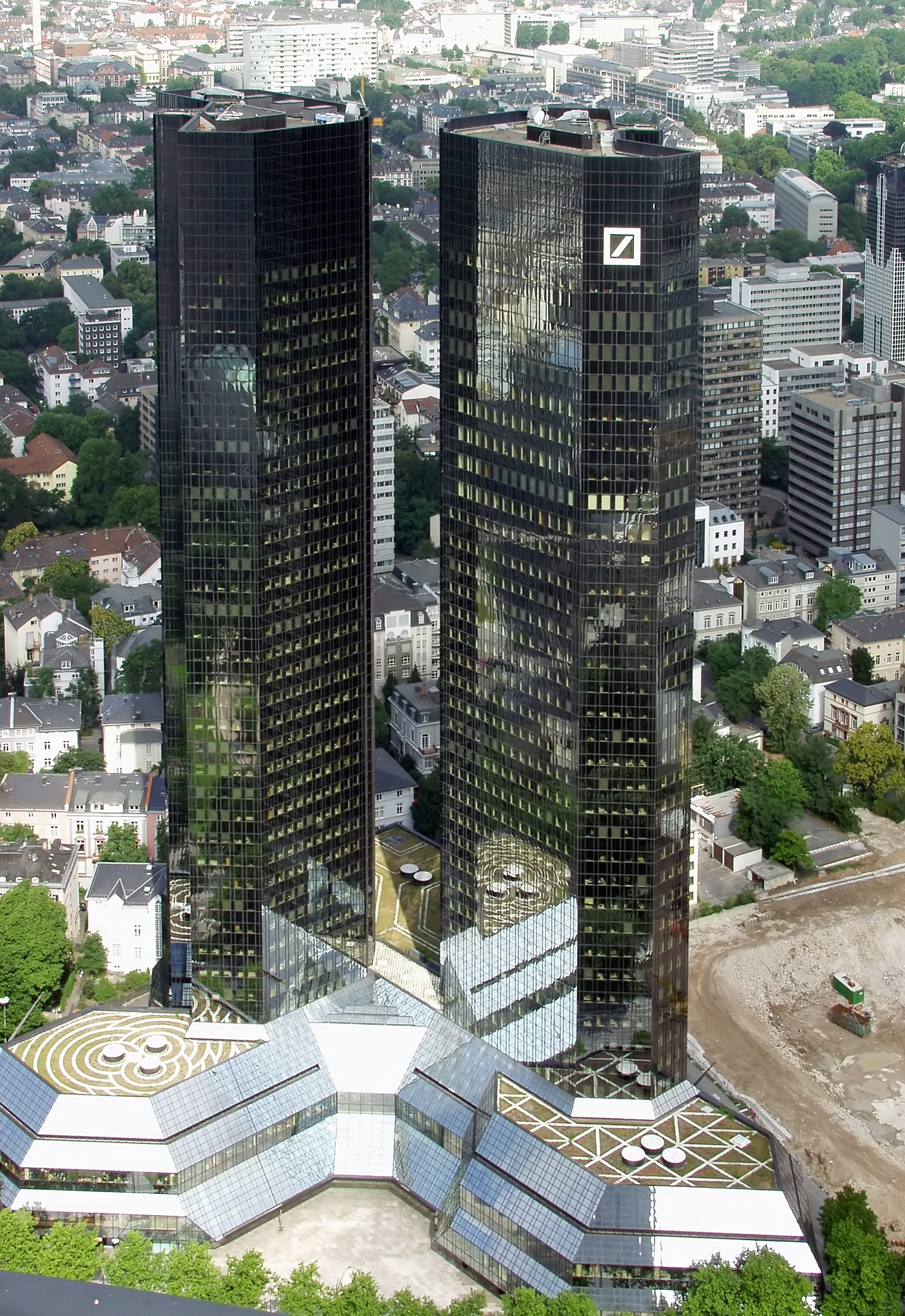
Deutsche-Bank-Hochhaus
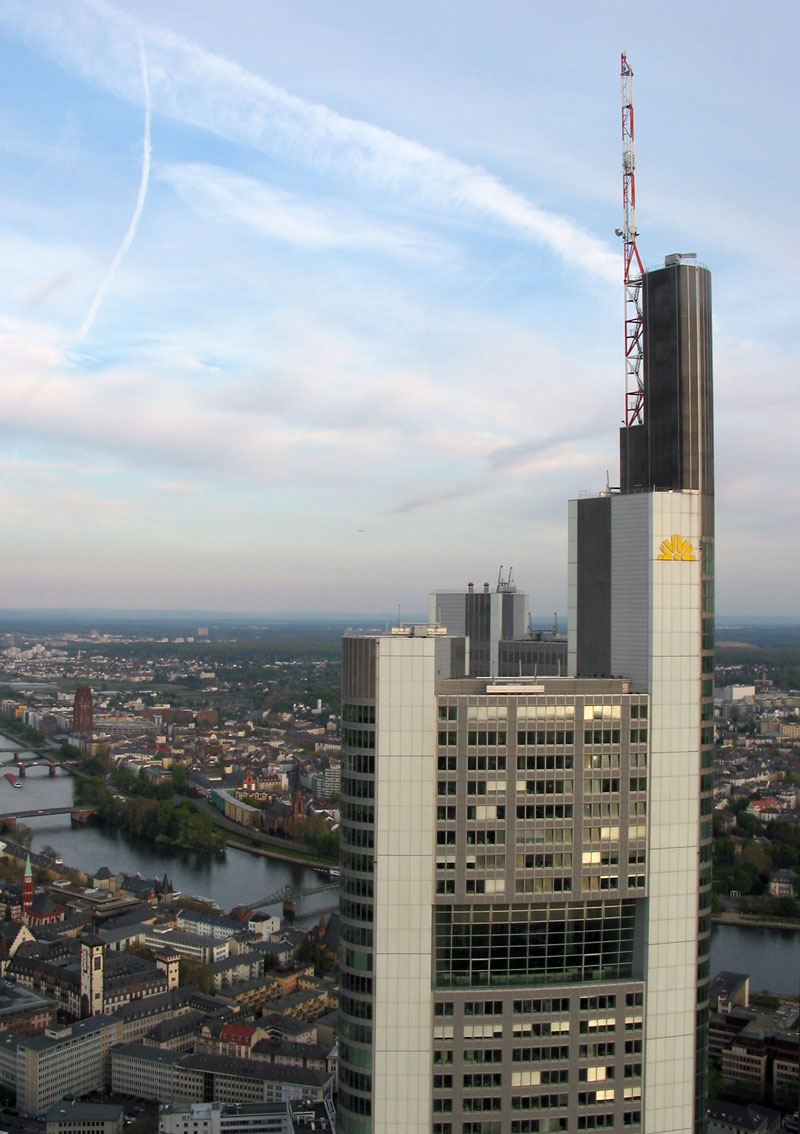
Commerzbank Tower
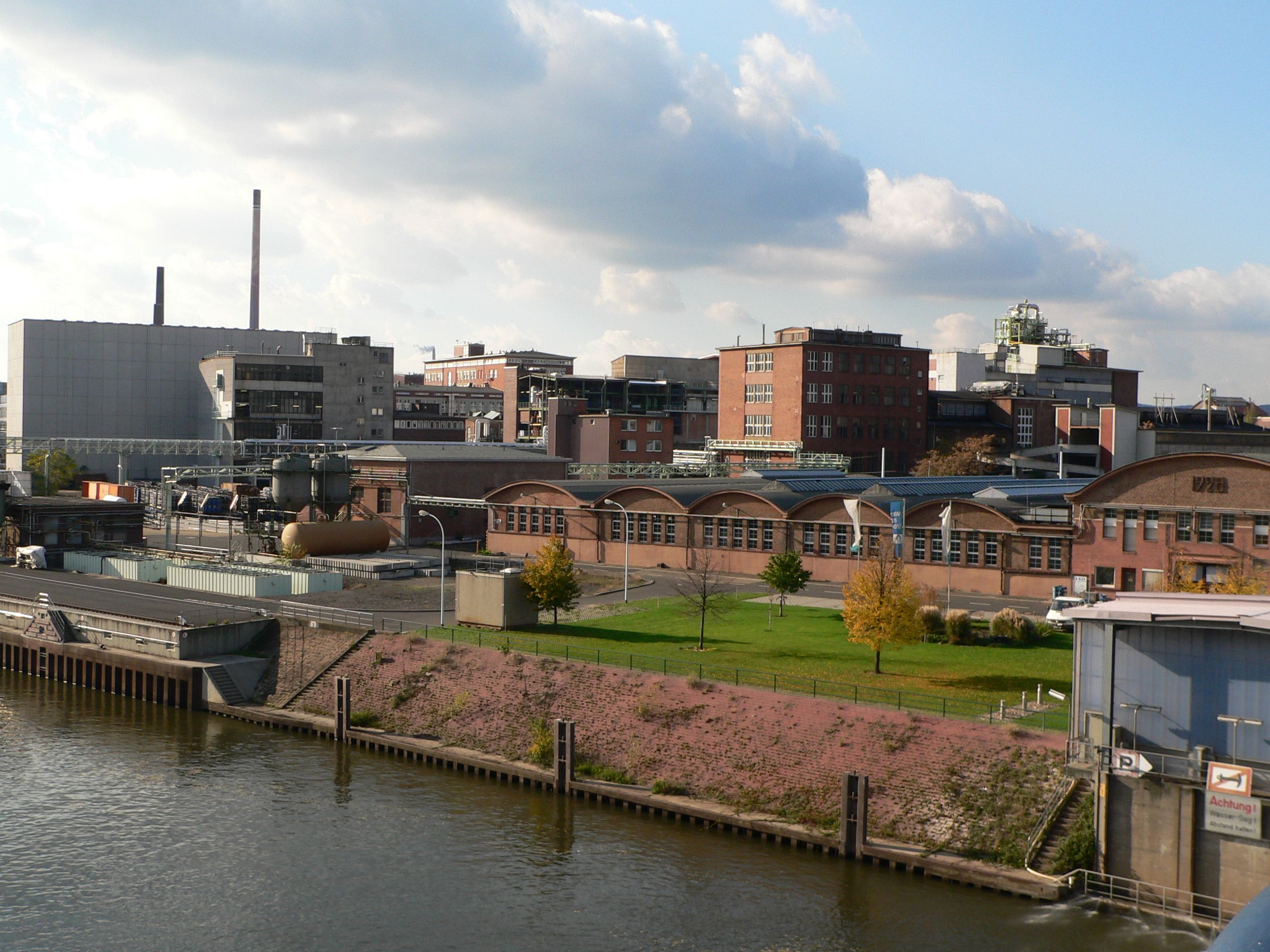
Industriepark Höchst sedd från Leunabrücke
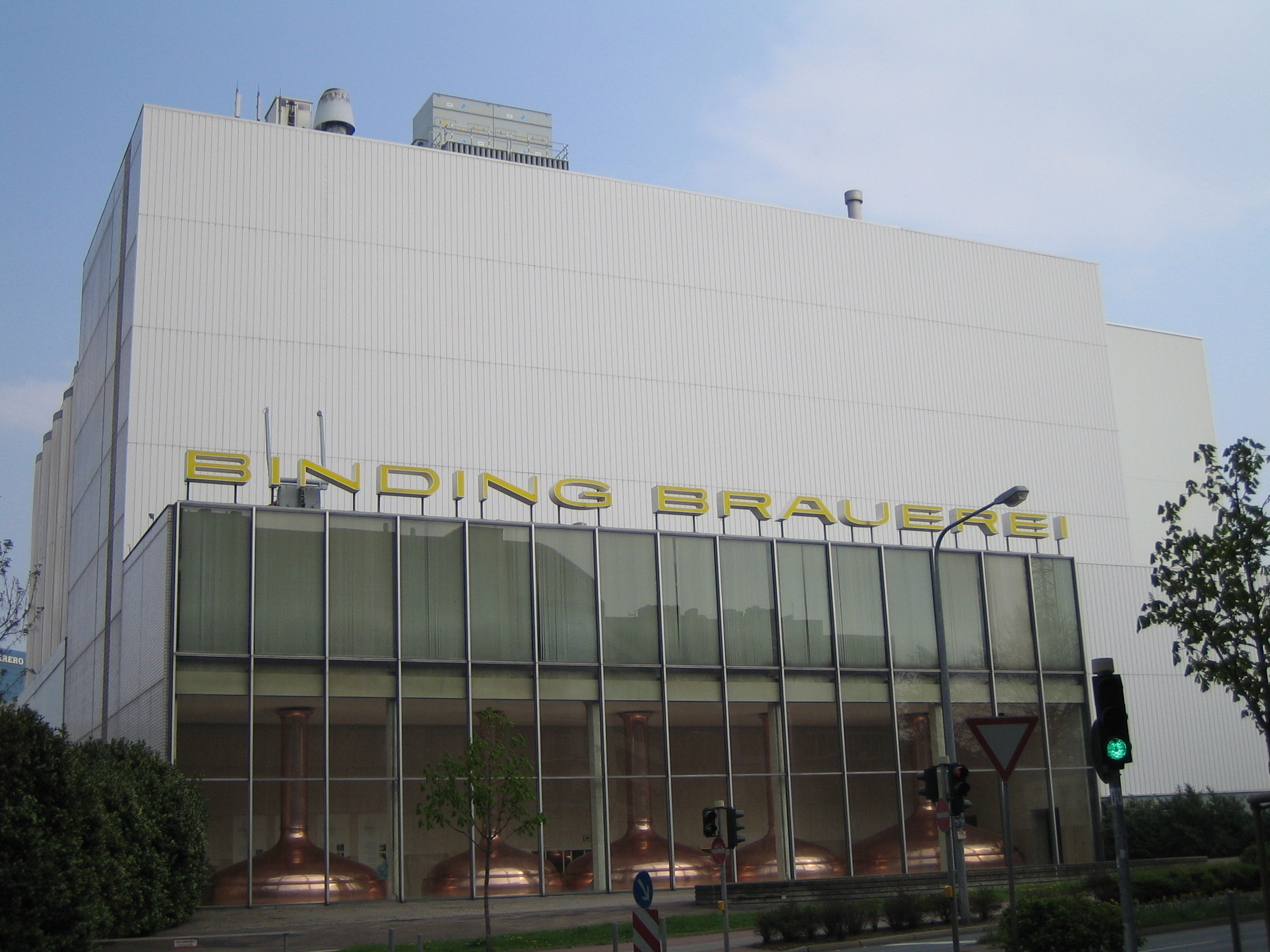
Bindingbryggeriet

### Andra företag

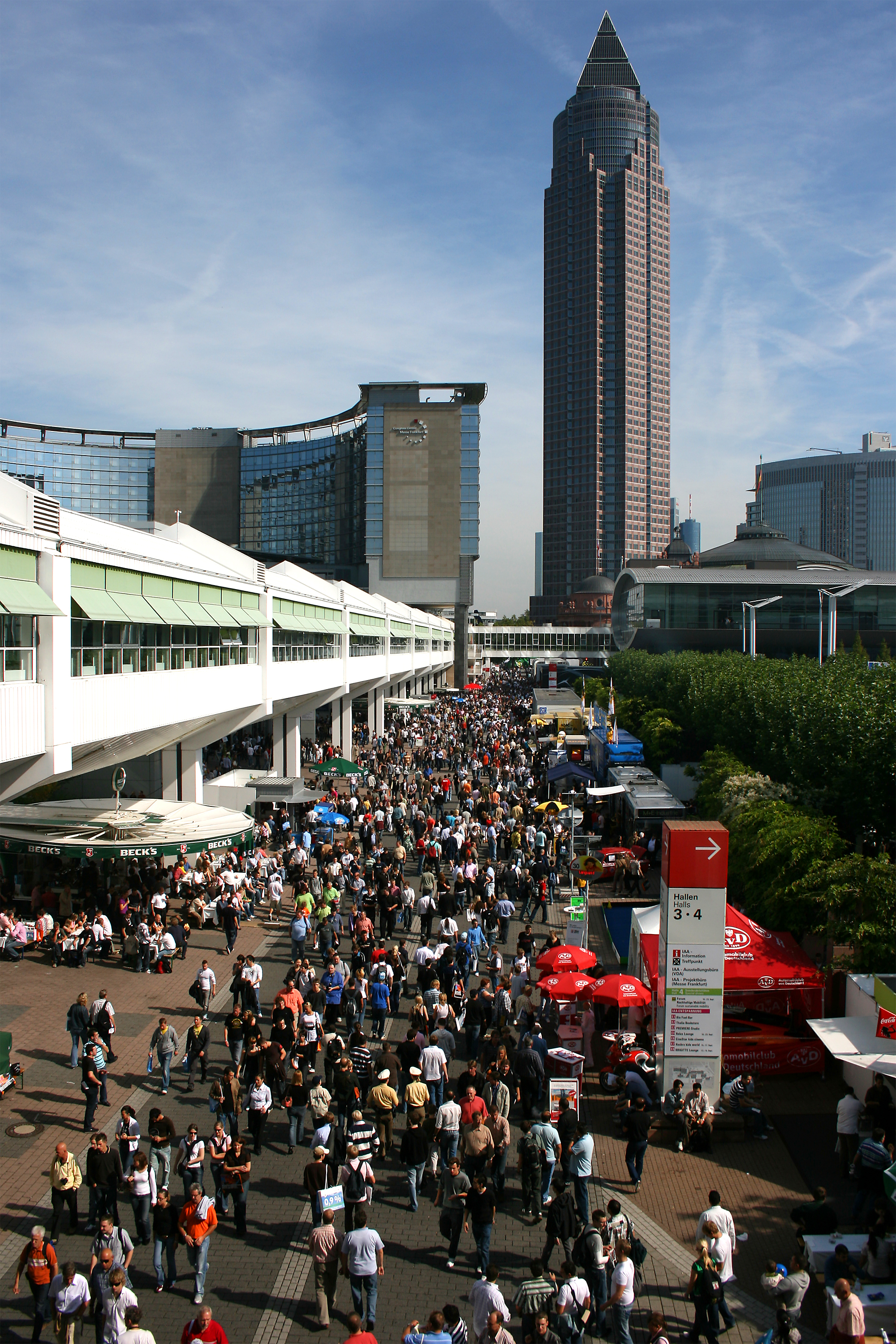
Frankfurts mässområde under IAA 2007

Det år 1863 grundade Hoechst AG var ett av Tysklands största kemi- och läkemedelsföretag och hade sitt huvudkontor i stadsdelen Höchst. Företaget har dock numera uppgått i det Frankrikebaserade Sanofi-Aventis, men även om huvudkontoret nu är i Paris är tidigare Hoechts produktionsanläggningar i Industriepark Höchst de viktigaste som Sanofi-Aventis har i Tyskland. Hela 90 andra företag har nu flyttat in på detta 4 km² stora område, däribland Pfizer, Siemens, Hewlett-Packard, Akzo Nobel och Air Liquide Deutschland.
DB Netz AG, ett dotterbolag till det statligt ägda Deutsche Bahn, har sitt huvudkontor i stadsdelen Gallus. Detta företag har ansvar för underhållet och utbyggnaden av större delen av det tyska järnvägsnätet.
Tysklands största bryggerikoncern, Radeberger Gruppe, har också sitt huvudkontor i Frankfurt. Av koncernens 14 bryggerier finns ett i Frankfurt, närmare bestämt i Sachsenhausen, nämligen Binding Brauerei, vilket i sin tur är det största bryggeriet i Hessen. Här bryggs numera öl av bland andra märkena Clausthaler, Schöfferhofen Weizen, Henninger och Binding.
Dessutom har de internationella livsmedelskoncernerna Nestlé och Ferrero sina Tysklandcentraler i Frankfurt.

### Mässor
Mässor har anordnats i Frankfurt sedan medeltiden. I modern tid har Frankfurtmässan, Messe Frankfurt, fått ett särskilt 578000 m² stort område beläget väster om innerstaden i stadsdelarna Bockenheim och Westend-Süd. Två markanta byggnader på området är höghuset Messe-Torhaus och skyskrapan Messeturm, som är Frankfurts näst högsta. Några av de återkommande mässorna som anordnas här är bokmässan, internationella bilmässan, musikmässan, kemi- och bioteknikmässan Achema och konsumentvarumässan Ambiente Frankfurt.
Bokmässan i Frankfurt, Frankfurter Buchmesse, är världens största bokmässa och äger rum årligen i oktober. Mässan är i första hand till för folk inom bokbranschen, exempelvis förläggare, tryckare, författare, översättare, bokhandlare och bibliotekarier. Allmänheten har dock tillträde till mässan under två dagar. 2008 visade bokmässan cirka 400 000 olika böcker och de 7 300 utställarna kom från 100 olika länder.
Internationella bilmässan, Internationale Automobil-Ausstellung (IAA), äger rum i mitten av september under udda år och har funnits sedan 1953. På grund av ökat intresse från utställarnas sida ställs sedan 1991 bara personbilar ut i Frankfurt medan bussar, lastbilar, brandbilar etc. ställs ut i Hannover under jämna år. IAA i Frankfurt lockar till sig omkring 1 miljon besökare varje år och 2007 visades 88 nya bilmodeller upp för första gången.

## Utbildning och forskning

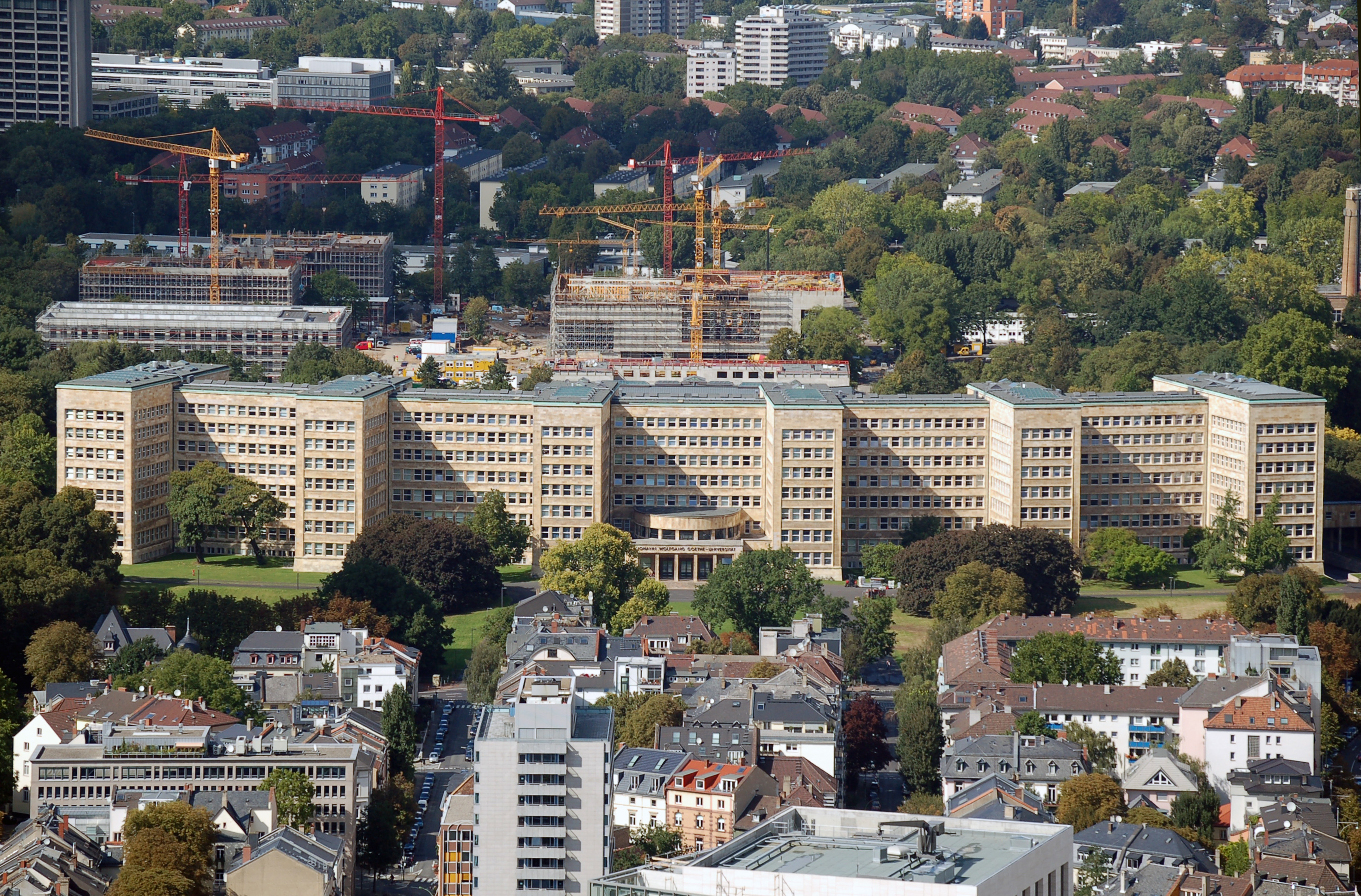
Johann Wolfgang Goethe-Universität. Panoramabild på huvudbyggnaden på Campus Westend

I Frankfurt finns universitetet Johann Wolfgang Goethe-Universität och dessutom ett antal högskolor som är specialiserade inom särskilda ämnen. Förutom forskning som bedrivs vid universitetet bedrivs även forskning i de tre Max-Planck-instituten som finns i staden.

### Universitet och högskolor
Johann Wolfgang Goethe-Universität, även kallat Goethe-Universität Frankfurt am Main, öppnade 1914 och tillhör med sina 35000 studenter ett av Tysklands största. Mer än 600 professorer forskar och undervisar inom universitetet och det finns 16 olika fakulteter, vars lokaler är fördelade på fyra olika campus i stadsdelarna Bockenheim, Riedberg, Westend och Niederrad.
Flera högskolor (Hochschulen) finns också i Frankfurt. Den äldsta privata är Philosophisch-Theologische Hochschule Sankt Georgen, vilken sedan 1926 drivs av jesuiterna och har sina lokaler i Sachsenhausen. I Sachsenhausen finns även sedan 2007 en filial till högskolan International School of Management som grundades i Darmstadt.
Inom det konstnärliga området finns bland annat Hochschule für Musik und darstellende Kunst, vilken är en statlig högskola som bildades 1938 och erbjuder utbildningar inom musik, teater och dans.

### Max-Planck-Institut
I Frankfurt finns tre Max-Planck-institut. Dessa är statligt oberoende och inriktar sig främst på grundforskning. Instituten är följande:
- Max-Planck-Institut für europäische Rechtsgeschichte (Max-Planck-institutet för europeisk rättshistoria), som grundades 1964.
- Max-Planck-Institut für Biophysik (Max-Planck-institutet för biofysik) som nygrundades 1948. Detta institut har sina lokaler i stadsdelen Riedberg och är specialiserade inom forskning om membran- och transportproteiners funktionssätt med moderna fysikaliska metoder.
- Max-Planck-Institut für Hirnforschung (Max-Planck-institutet för hjärnforskning), som leds av den kände neurofysiologen Wolf Singer och befinner sig i stadsdelen Niederrad. Forskningsområdet omfattar hela nervsystemet.

## Media

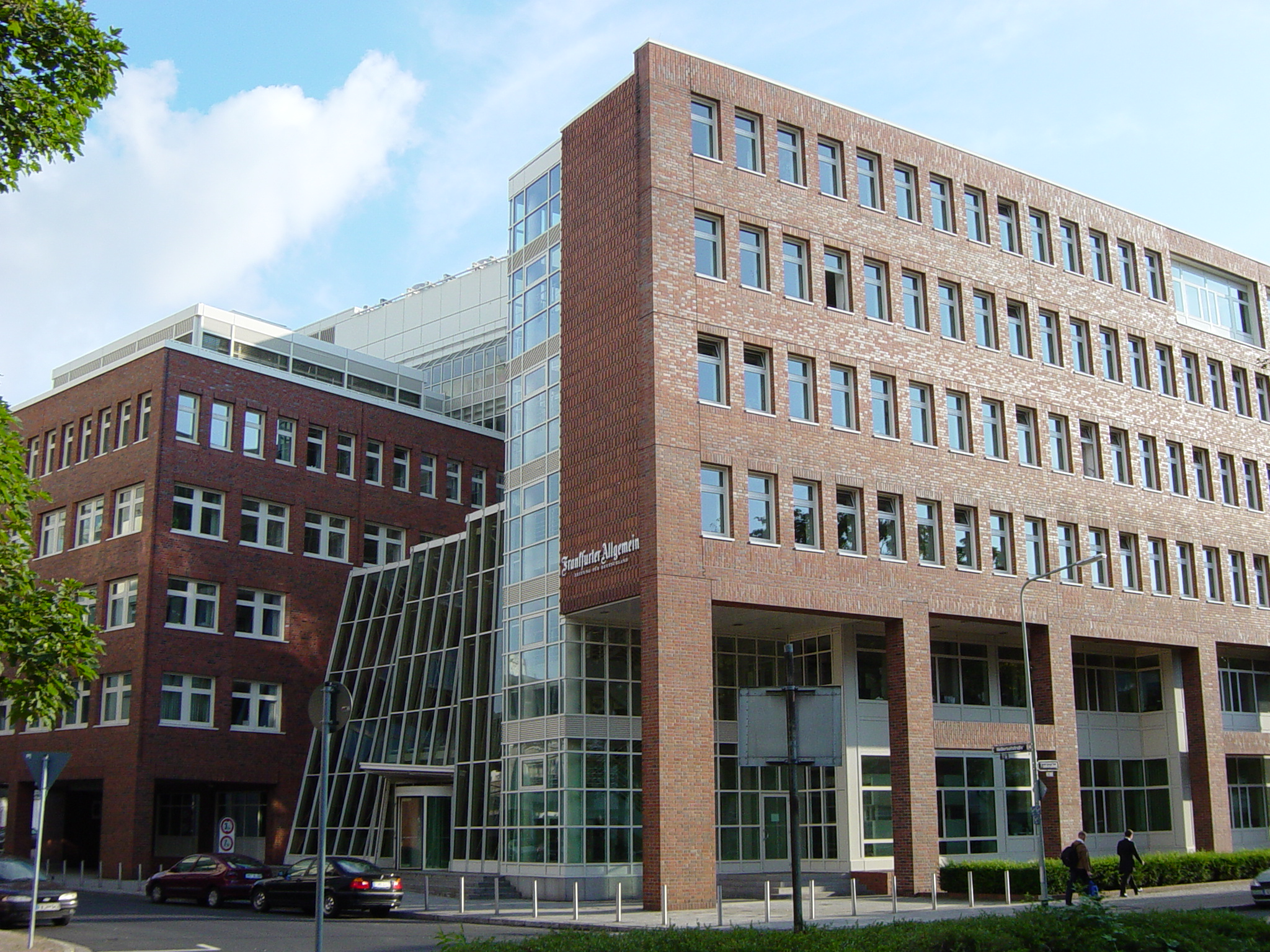
F.A.Z.:s redaktionsbyggnad i stadsdelen Gallus

Två överregionala dagstidningar ges ut i Frankfurt. Den ena är den liberalkonservativa tidningen Frankfurter Allgemeine Zeitung (F.A.Z.) vars redaktion och tryckeri ligger i närheten av Galluswarte. Det första numret kom ut 1949 och den är idag Frankfurts största dagstidning med en upplaga på cirka 366 000
tidningar per dag (2007/2008).
Den andra är den vänsterliberala Frankfurter Rundschau, vilken var den andra tyska dagstidningen som grundades efter andra världskriget. Sedan 2005 har redaktionen sitt säte i kontorsbyggnaden Colosseo i stadsdelen Sachsenhausen. Upplagan ligger på 152 000 tidningar per dag. Frankfurter Rundschau har under flera års tid lidit av dålig ekonomi.
Dessutom ges sedan 1946 den konservativa lokaltidningen Frankfurter Neue Press ut dagligen i Frankfurt, med en upplaga på 89 000 tidningar per dag.
Den statliga TV- och radioorganisationen Hessischer Rundfunk (hr) har sina lokaler i stadsdelen Nordend, däribland byggnaden Funkhaus am Dornbusch. Hessischer Rundfunk producerar bland annat (ensamt eller tillsammans med andra) de nationella TV-kanalerna ARD (Das Erste), 3sat och ARTE och den lokala kanalen hr-fernsehen. Hessischer Rundfunk har även hand om de fyra radiokanalerna hr1, hr2, hr3 och hr4, som är specialiserade på olika sorters musik och ämnen. hr finansierar också sin egen symfoniorkester, hr-Sinfonieorchester, som sedan 2006 leds av den estnisk-amerikanske dirigenten Paavo Järvi.

## Kommunikationer

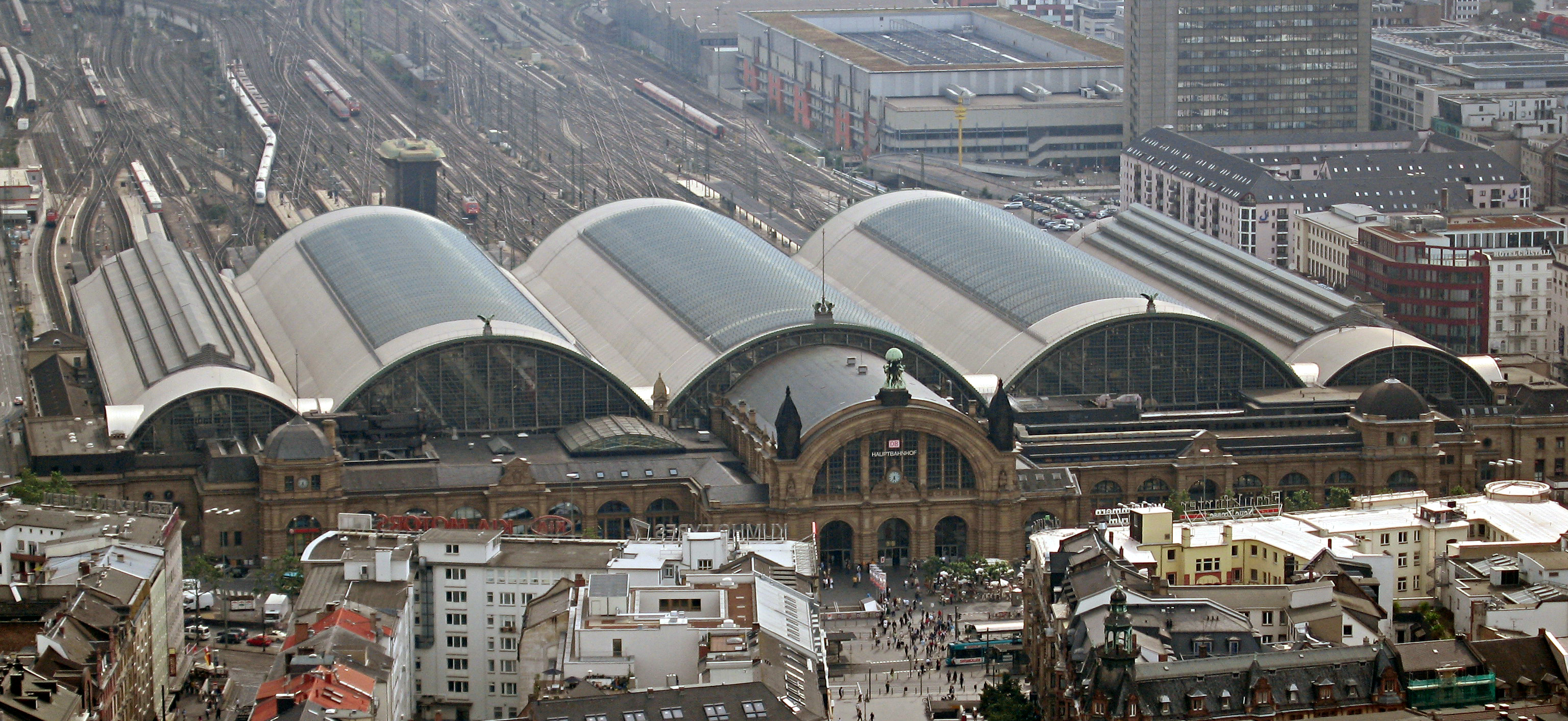
Hauptbahnhof (Centralstationen)

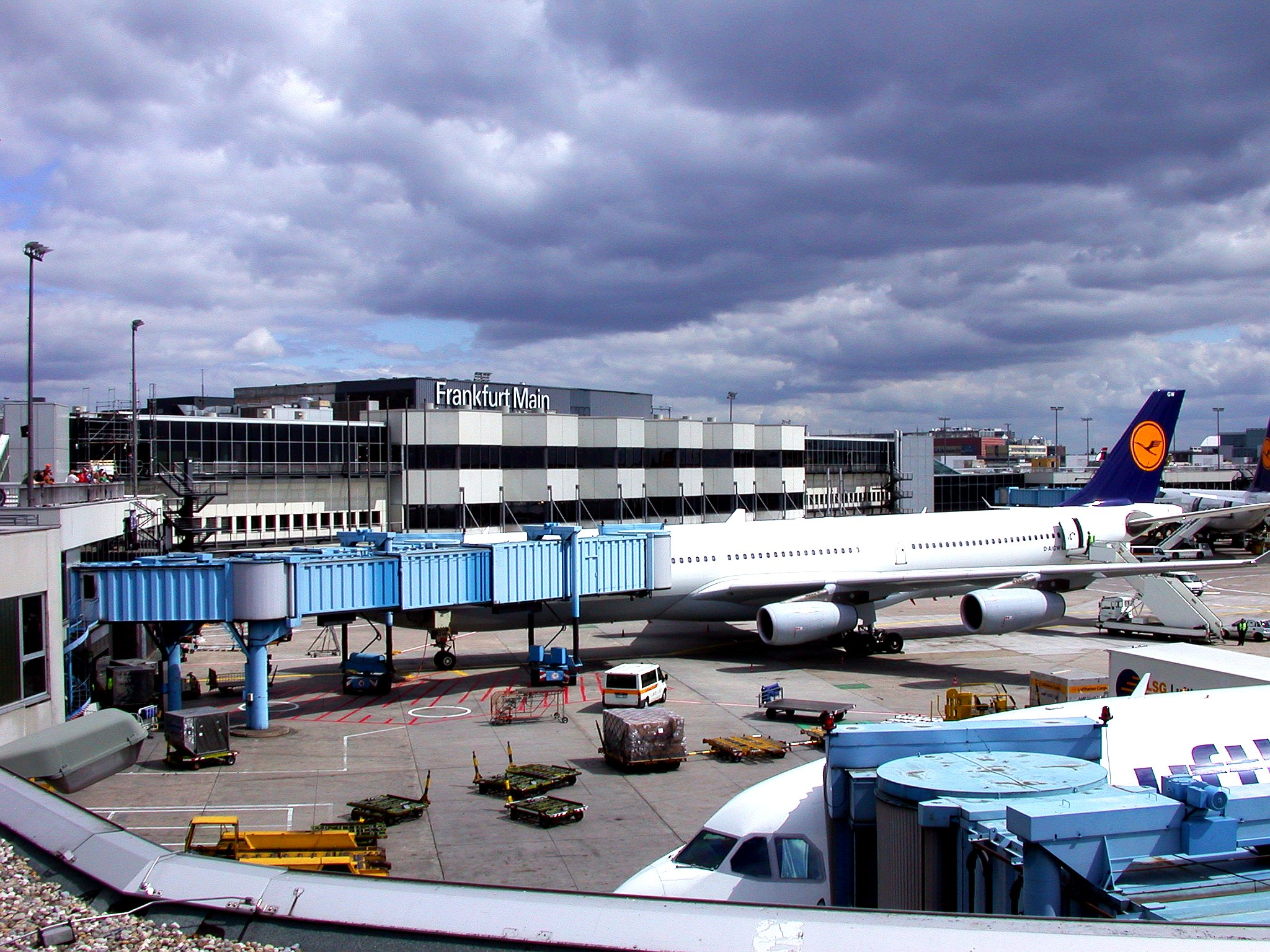
Frankfurts flygplats är ett flygnav för Lufthansa.

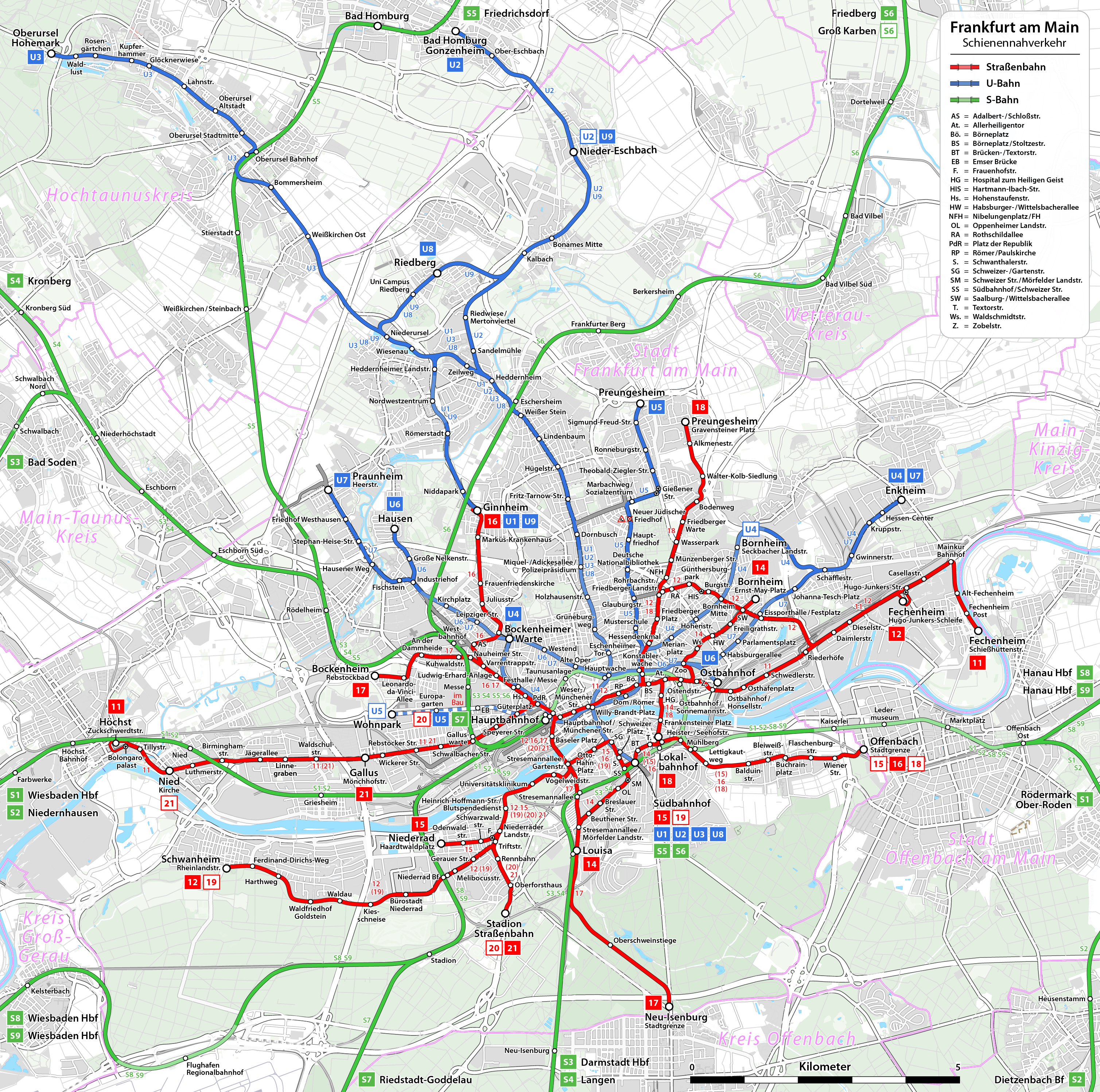
En karta över spårtraiknätet: pendeltågen i grönt, tunnelbanan i blått och spårvägen i rött.

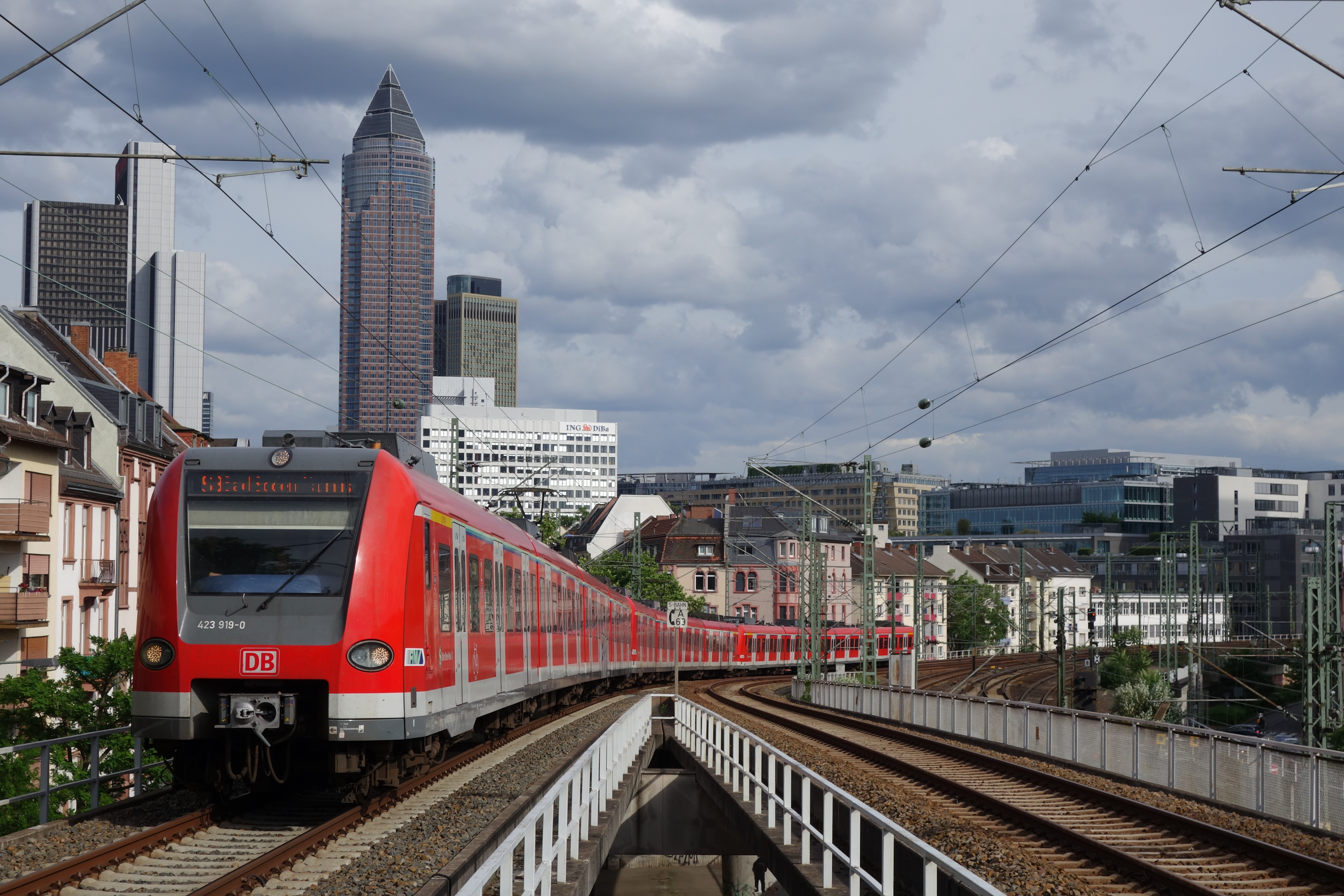
pendeltåg

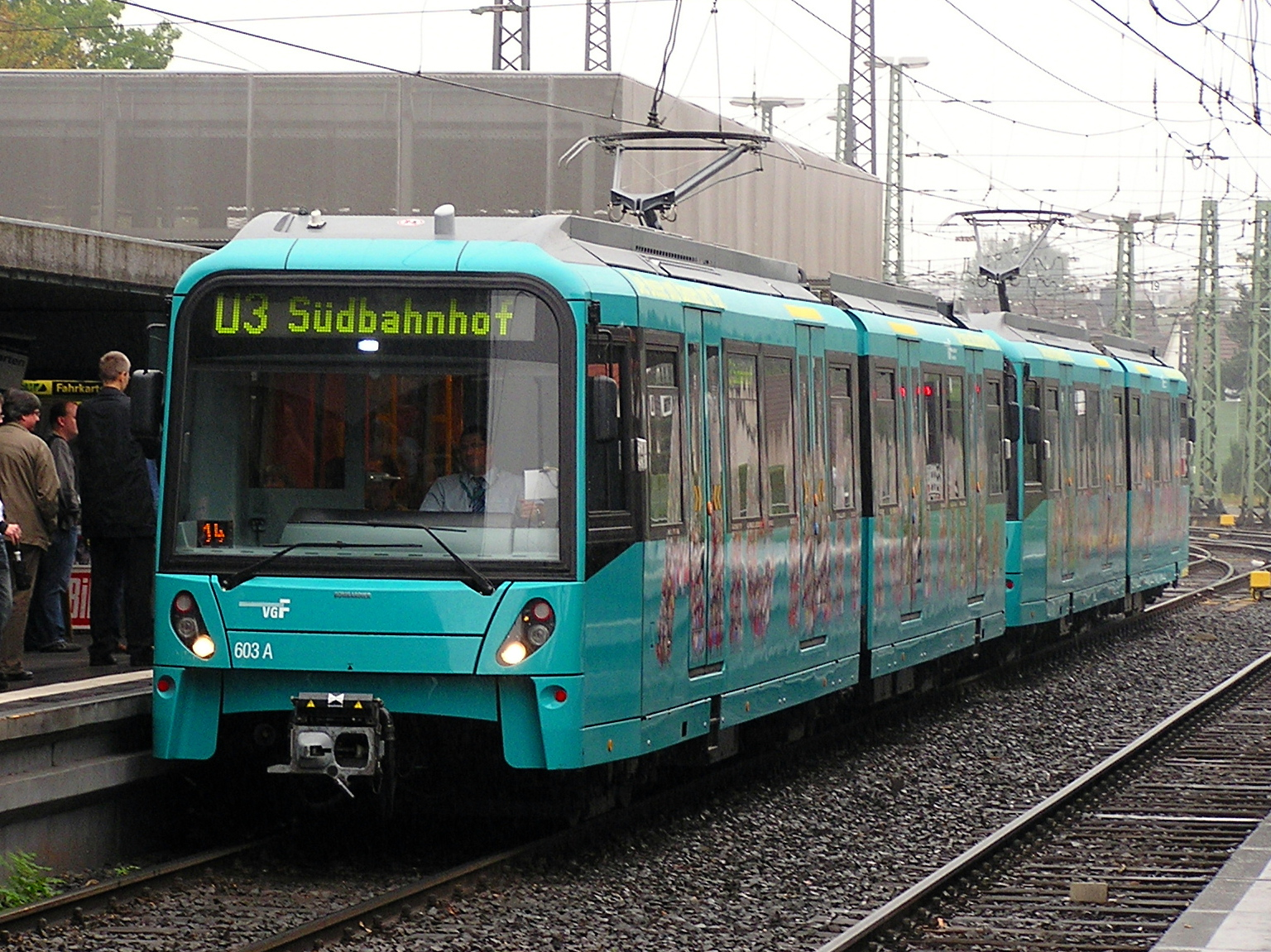
Frankfurts tunelbana i ytläge, vid stationen "Heddernheim"

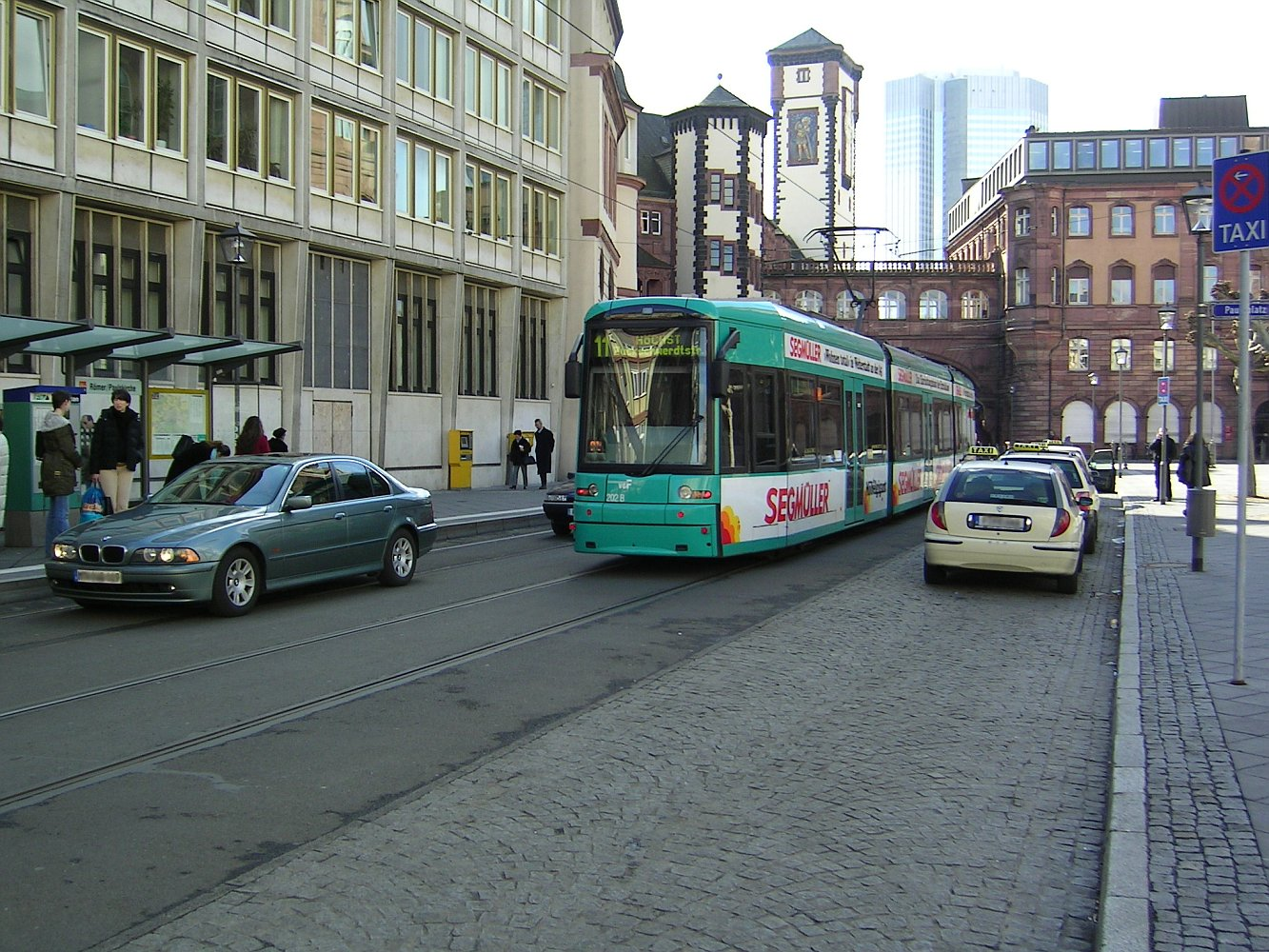
Spårvagn på Braubachstraße

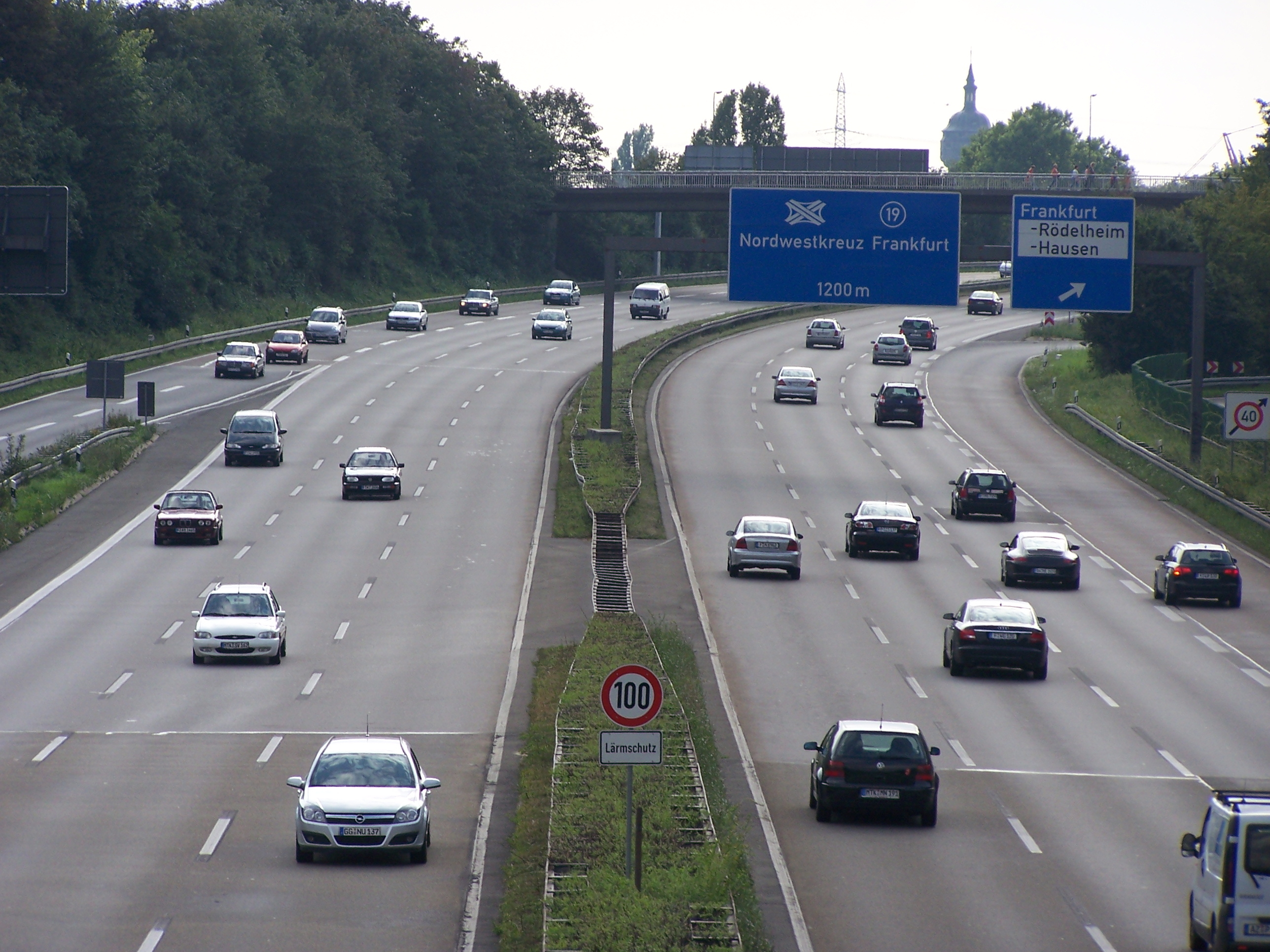
Autobahn (A66) vid Frankfurt

På grund av sitt centrala läge i Europa är Frankfurt en av Europas viktigaste trafikknutpunkter, både när det gäller järnvägar, motorvägar och flyg. Hamnen är också viktig i och med att den förbinder Frankfurt med de viktigaste industriområdena vid tyska Rhen och i Holland.
I Frankfurt finns både pendeltåg, tunnelbana och spårvagn. Tåg har gått till och från Frankfurt sedan 1839, då en linje öppnade som gick till Wiesbaden. Frankfurts centralstation (Frankfurt Hauptbahnhof) invigdes 1888 och passeras idag av 350 000 passagerare per dag.

### Flygtrafik
Frankfurts flygplats (Flughafen Frankfurt am Main) är med stor marginal Tysklands största och Europas tredje största med avseende på antalet passagerare som passerar flygplatsen varje år. Under 2008 startade, bytte flygplan eller landade totalt 53,5 miljoner passagerare i Frankfurt. Detta gör den även till världens åttonde största flygplats och den är en viktig knutpunkt för såväl nationell som internationell flygtrafik. Den är Tysklands största arbetsplats och har flest internationella destinationer av alla flygplatser i hela världen. Flygplatsen öppnade 1936 och fick 1979 en egen stadsdel uppkallad efter sig (Frankfurt-Flughafen).
I omedelbar anslutning till flygplatsen ligger järnvägsstationen Flughafen Fernbahnhof som är överbyggd med kontorsbyggnaden The Squaire som är Tysklands största kontorsbyggnad.
För chartertrafik och lågprisflyg finns även Flughafen Frankfurt-Hahn som ligger cirka 12 mil utanför stan.

### Fjärrtåg
Idag kan man snabbt ta sig till många av Europas storstäder med höghastighetstågen ICE (Intercity-Express) utan att byta tåg, bland annat till Berlin, Bryssel, Köln, München, Hamburg, Wien, Zürich, Paris och Amsterdam. De långsammare regionaltågen RE (Regional-Express) och RB (Regionalbahn) går direkt bland annat till Kassel, Limburg an der Lahn, Gießen, Mannheim, Saarbrücken, Nürnberg, Würzburg, Heidelberg, Wiesbaden, Darmstadt och Fulda. Järnvägssträckorna som går ut från Frankfurt har sina egna historiska namn. Exempelvis kallas sträckan mellan Frankfurt och Kassel för Main-Weser-Bahn (öppnad 1879) och sträckan mellan Frankfurt och Fulda över Gelnhausen för Kinzigtalbahn (öppnad 1873). Frankfurts centralstation är en av de viktigaste stationer i Europa. Med sitt centrala läge, där 13 ICE-linjer, som är den viktigaste järnvägsstationen i den tyska huvudlinjer.
Med cirka 350 000 passagerare räknas den också bland de mest frekventerade i Europa.

### Pendeltåg (S-Bahn)
Pendeltågen (S-Bahn) i Frankfurt är den del av det så kallade S-Bahn Rhein-Main, som förbinder Frankfurts centrum dels med förorterna, dels med andra städer i Rhen-Main-området, såsom Darmstadt, Mainz, Wiesbaden, Friedberg och Hanau. Järnvägssystemet för S-Bahn började byggas ut 1969 och byggs fortfarande ut.

### Tunnelbanan (U-Bahn)
Året 2007 hade Frankfurts tunnelbana 109 miljoner passagerare och tunnelbanenätet är totalt 58,66 km långt. Den första tunnelbanesträckan öppnades för trafik 1968 och idag finns det sju linjer (U1, U2, ... ,U7). Sitt namn till trots kör tunnelbanetågen till stor del ovan jord.
Själva tunnelbanenätet är indelat i 3 grupper (Streckengruppen), som kallas A, B och C (en fjärde grupp D har bara påbörjats och dessa sträckor brukar räknas till grupp B). Varje sådan grupp av sträckor består av dels av en grundsträcka (Grundstrecke) som används av flera linjer, dels anslutningssträckor (Anschlussstrecken) som bara en linje kör på.
Det alltid finns biljettautomater antingen bredvid perrongen eller i närheten av ingången. Till exempel i Nord West Zentrum ligger det en biljettautomat nedanför trappan ovanför spåren. Man kan köpa biljetter med olika priser för vuxna och barn, köpa ett dagskort, månadskort eller årskort.

### Spårvagn (Strassenbahn)
Spårvagnar har kört i Frankfurt sedan 1872 och ursprungligen drogs de av hästar innan de 1884 och framåt började ersättas med eldrivna vagnar. 1938 nådde spårvagnsnätet sin största utbredning på totalt 125 km som användes av sammanlagt 32 linjer. Detta nät tog stor skada under andra världskriget men byggdes upp igen. När tunnelbane- och pendeltågsnätet började byggas på 1960- och 1970-talen betraktades många linjer som överflödiga och lades ned. 1986 ville man göra sig av med spårvagnarna helt och hållet men en proteststorm från Frankfurtborna förhindrade detta. Under 1990-talet började man istället bygga ut nätet igen och detta arbete pågår fortfarande.

### Motorvägar
Viktiga motorvägar som går genom Frankfurts stadsdelar är A3 och A5 (Autobahn 3 och 5) och dessa korsar varandra i närheten av Frankfurts flygplats. A66, som vid Frankfurt går i öst-västlig riktning, avbryts så att säga av Frankfurts innerstad och fortsätter sedan på andra sidan centrum. Motorvägarna A648 och A661 går också genom Frankfurt.

## Kultur
I motsats till många andra större städer i Tyskland har Frankfurt aldrig varit residensstad för någon kulturintresserad monark. Frankfurts borgare har under historien alltså själv fått ta initiativ till skapandet av olika kulturella institutioner. Men det har fungerat och Frankfurt har varit och är än idag kulturellt mångsidigt med sina många museer, konserthus och teatrar.

### Museer

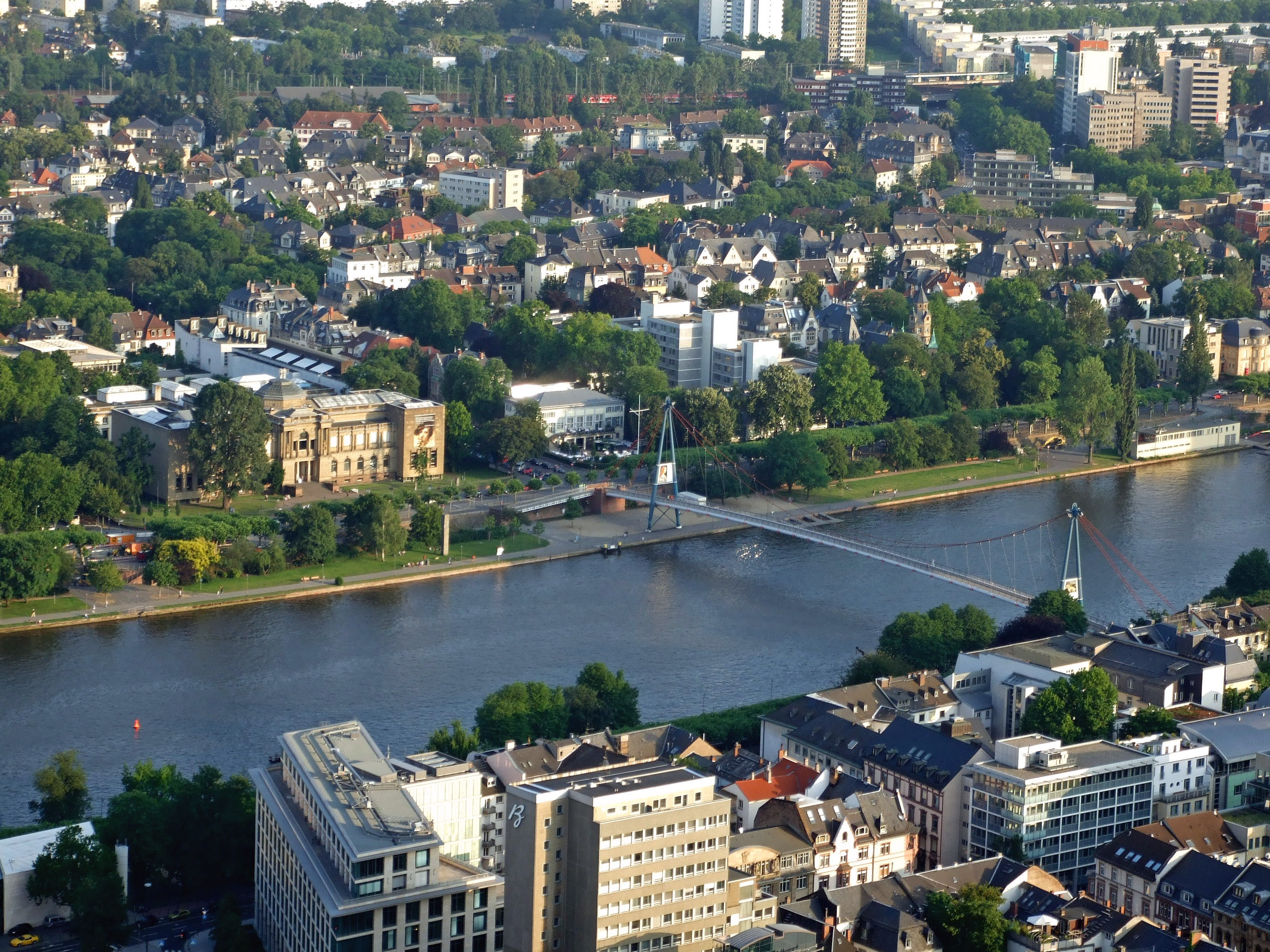
Museumsufer med Städel till vänster om bron Holbeinsteg

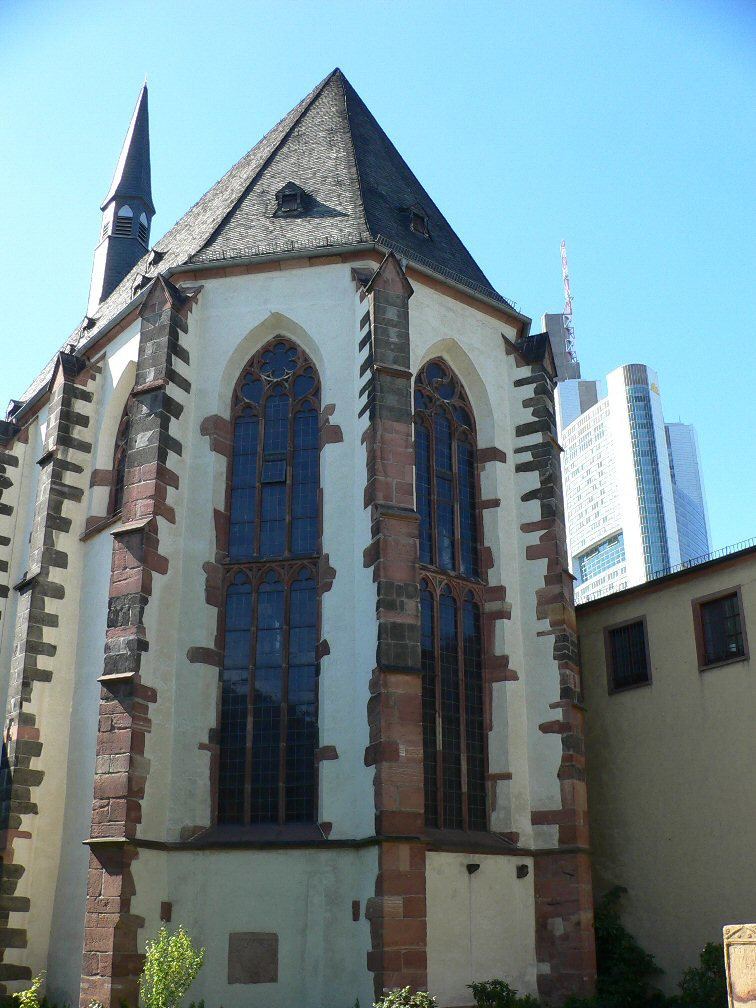
Karmeliterkyrkan, nu en del av Archäologisches Museum

I Frankfurt finns totalt över 60 museer men de mest kända är till största delen uppdelade på två områden. Det ena är den så kallade Museumsufer (Museumsstranden) på Mains södra strand i norra Sachsenhausen och den andra är Altstadt.
Vid Museumsufer finns sju museer utspridda längs med Schaumainkai med lite mindre än 1 km mellan de två yttersta museerna. Kommer man västerifrån så är det första museet Liebighaus, vilket har fungerat som museum sedan 1907. Här finns huvudsakligen skulpturer utställda, både grekiska, romerska och egyptiska, men även skulpturer från bland annat medeltiden och renässansen.
Efter Liebighaus kommer det så kallade Städel (en förkortning för Städelsches Kunstinstitut und städische Galerie) vilket för övrigt även har en konsthögskola knuten till sig. Städel är ett av Tysklands mest betydande konstmuseer och de nuvarande lokalerna togs i bruk 1878. Samlingen omfattar totalt 2700 målningar från medeltiden och framåt, varav cirka 600 är utställda.
Sedan kommer tre ganska tätt intill varandra liggande museer, nämligen post- och telekommunikationsmuseet Museum für Kommunikation, arkitekturmuseet Deutsches Architekturmuseum och slutligen filmmuseet Deutsches Filmmuseum
På östra delen av Museumsufer mellan Untermainbrücke och Eiserner Steg ligger slutligen Museum der Weltkulturen och Museum für Angewandte Kunst. Museum der Weltkulturen är ett etnografiskt museum som öppnade 1973 och som har en samling på cirka 60 000 föremål från alla jordens världsdelar. Museum für Angewandte Kunst, vars huvudbyggnad byggdes 1985 är istället inriktad på konsthantverk och design.
I Altstadt finns Frankfurts historiska museum, som ligger vid Alte Nikolaikirche och som funnits i den nuvarande omstridda
betongbrutualistiska byggnaden sedan 1972. Den moderna byggnaden ansågs och anses fortfarande av många inte passa in i den historiska arkitekturen mellan Saalhof och Römerberg och 2007 beslutades att museet ska rivas och ersättas med ett nybygge som smälter bättre in i omgivningen. Museets samlingar täcker Frankfurts historia från medeltiden till nutid och ett av de mest kända utställningsobjekten är en förkrigstidsmodell av ”Gamla staden” som färdigställdes mellan 1926 och 1955 av bröderna Hermann och Robert Treuner.
Mellan det historiska museet och domkyrkan ligger konsthallen Schirn som sedan öppnandet 1986 har haft över 150 olika konstutställningar. Domkyrkan har sedan 1987 ett eget museum (Dommuseum) och här visas bland annat gravfynd från en merovingisk flickas grav. Hon begravdes omkring år 680 i den äldsta föregångaren till dagens domkyrka.
I det före detta Karmeliterklostret finns sedan 1980-talet ett arkeologiskt museum som exempelvis ställer ut fynd från utgrävningar av den gamla romarstaden Nida som låg i den nuvarande stadsdelen Heddernheim.
Sedan slutet av 1980-talet har Frankfurt också ett judiskt museum, Jüdisches Museum der Stadt Frankfurt, som öppnades vid Untermainkai den 9 november 1988, alltså exakt 50 år efter kristallnatten. Museum Judengasse är en filial till detta museum och ligger där den enbart av judar bebodda gatan Judengasse en gång låg. Rester av den gamla Börneplatzsynagogan finns integrerade i museet.
Utanför Altstadt, i stadsdelen Westend ligger ett av de största naturvetenskapliga museerna i Tyskland, Naturmuseum Senckenberg. Detta byggdes mellan 1904 och 1907 och har många sevärda biologiska och geologiska utställningsobjekt. Däribland märks diverse stora dinosaurieskelett men även cirka 50 miljoner gamla fossil från den berömda Messelgruvan, till exempel ett välbevarat sådant av den tidiga hästarten Propalaeotherium.

### Musik och teater
Kyrkomusiken hör till Frankfurts äldsta musikaliska traditioner och en viktig del av denna är Georg Philipp Telemanns tid i Frankfurt mellan 1712 och 1721, då han dels var musikdirektör i staden, dels var kapellmästare i Barfüsserkirche (föregångaren till Paulskirche och senare även i Katharinenkirche. Under modern tid var Bachtolkaren Helmut Walcha organist vid Dreikönigskirche i Sachsenhausen mellan 1946 och 1981. Katharinenkirche är idag en av de viktigaste kyrkomusikscenerna i Frankfurt med sina många konserter. Dessutom spelas orgelmusik upp i kyrkan två gånger i veckan.

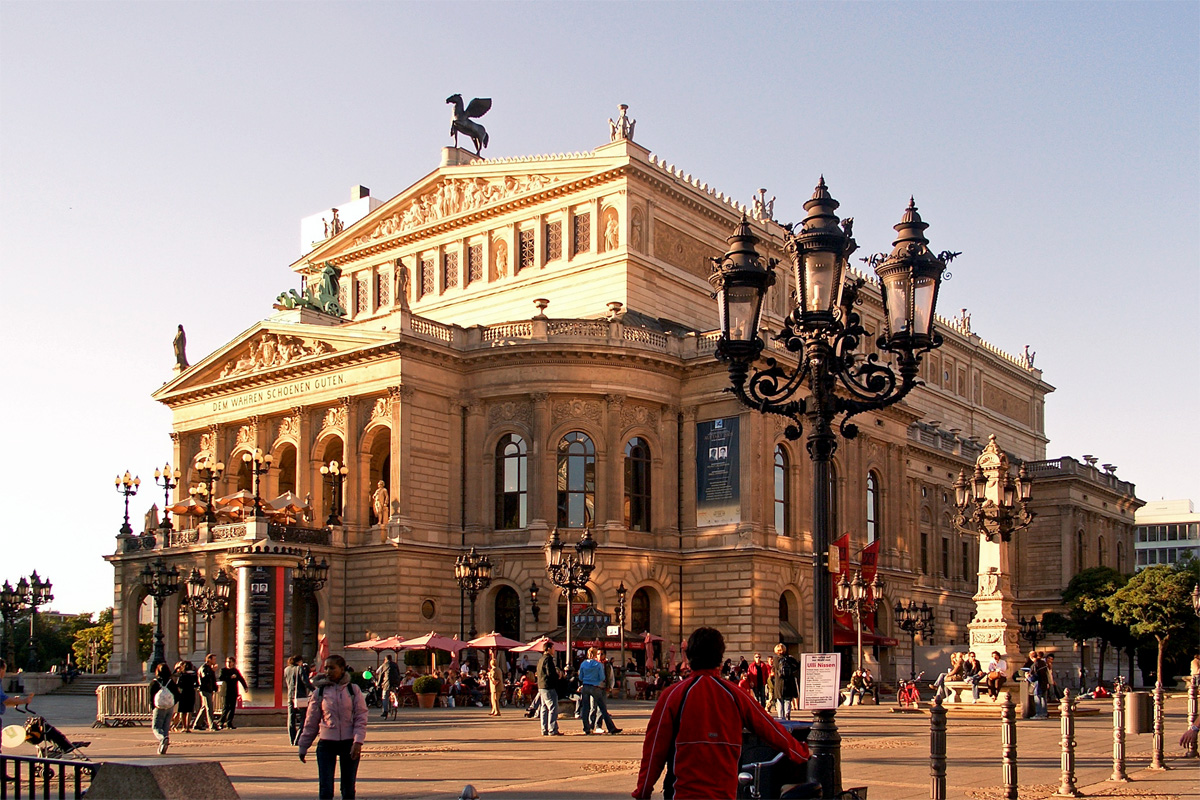
Alte Oper

Bland orkestrar och körer i Frankfurt utmärker sig oratoriekören Cäcilien-Chor, symfoniorkestern hr-symfonieorchester, kammarorkestern Ensemble Modern och kören Frankfurter Singakademie.
Det mest betydande konserthuset i Frankfurt är Alte Oper (”Gamla Operan”) vilken som namnet antyder ursprungligen främst var ett operahus och som invigdes 1880. Många verk har uruppförts här, bland andra Richard Strauss' symfoniska dikt Also sprach Zarathustra 1896 och Carl Orffs körverk Carmina Burana 1937. Byggnaden förstördes av bomber 1944 men började rekonstrueras 1976 och kunde slutligen invigas för andra gången 1981. Sedan dess har den bara använts som konsertsal medan Frankfurtoperan håller till i Schauspielhaus (idag även kallad Opern- und Schauspielhaus). I Gamla operans stora sal, där symfonier och andra större verk framförs, får cirka 2450 besökare plats medan den mindre salen Mozartsaal, avsedd för framförande av kammarmusik, tar in 720 personer.
I stadsdelen Unterliederbach ligger Jahrhunderthalle Frankfurt som används som konsertsal men även som kongresshall. Många rock- och popstjärnor har uppträtt här, bland andra Janis Joplin som genomförde sin enda Tysklandspelning här i april 1969.
Frankfurts opera är högt skattad och har sedan 1951 sina lokaler i det år 1902 uppförda, under andra världskriget skadade och i början av 1960-talet kraftigt ombyggda Schauspielhaus vid Willy-Brandt-Platz. Schauspielhaus var ursprungligen byggd för teater och även idag uppförs många pjäser här. Mellan 1782 och rivningen 1902 var Comoediantenhaus Frankfurts stadsteater och här uruppfördes Friedrich Schillers pjäs Kabale und Liebe 1784.

### Sport
Stadens stora lag är Eintracht Frankfurt med flera olika idrottssektioner, där fotbollssektionen är den mest kända med många säsonger i Bundesliga och framgångar i Europa. FSV Frankfurt även de med många idrottssektioner fast mest känt för sitt fotbollslag som högst har spelat i Tysklands andradivision i fotboll. 1. FFC Frankfurt har flest vinster i Tysklands högsta division i fotboll för damer. Frankfurt Galaxy / Frankfurt Universe representerar staden i amerikansk fotboll. I basket har man Skyliners Frankfurt.
Stadens stora utomhusarena Deutsche Bank Park (före detta Waldstadion och Commerzbank-Arena) byggdes om helt inför VM i fotboll 2006.
I Frankfurt har ett stort antal av de tyska idrottsförbunden sina kanslier bland annat det tyska fotbollsförbundet Deutscher Fussball-Bund. Deutscher Olympischer Sportbund, en sammanslagning av NOK och DSB har sitt huvudkontor i Frankfurt am Main.

## Vänorter

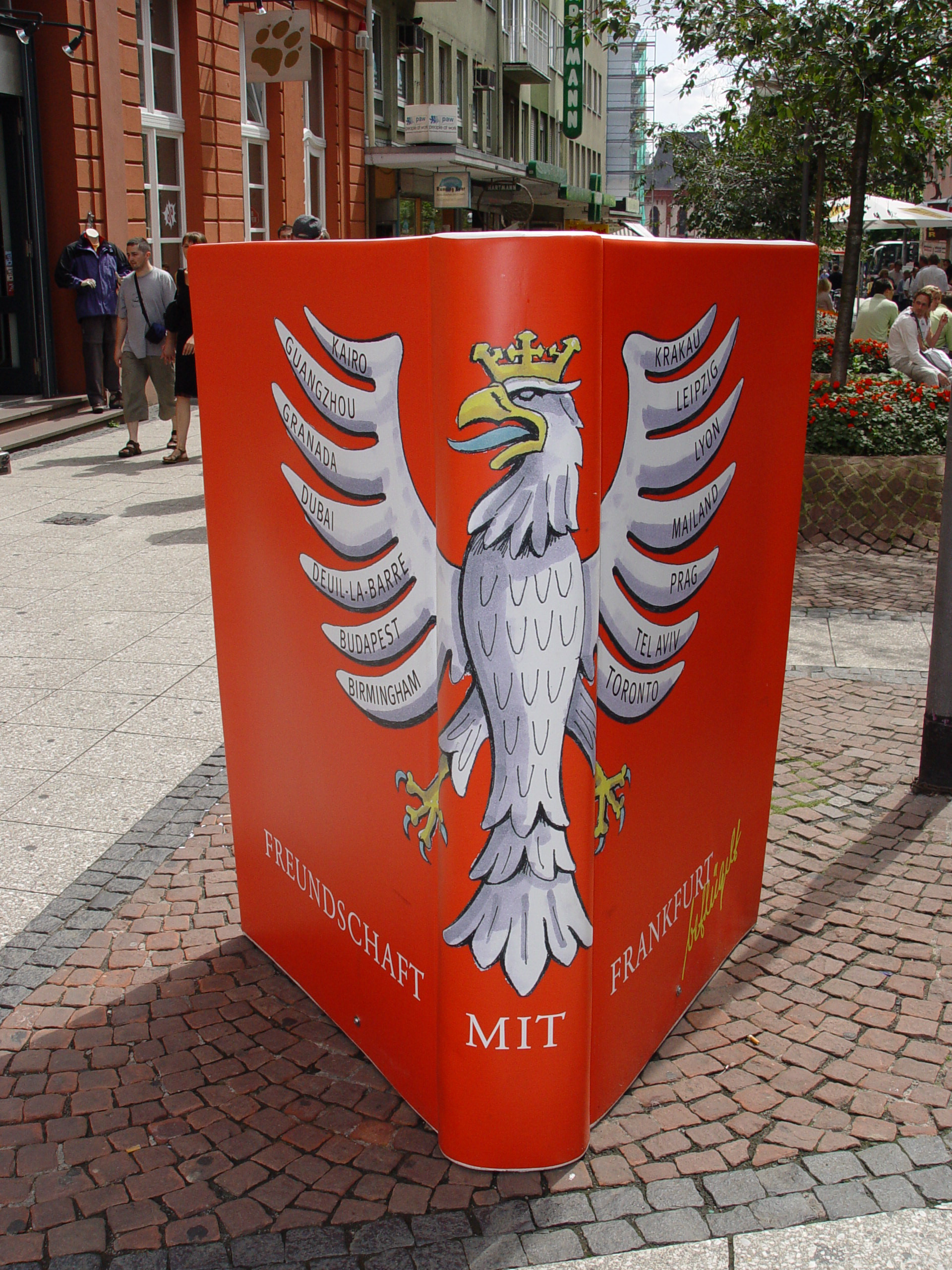
Frankfurts vänorter, 2005

Frankfurt har 14 vänorter som staden samarbetar med i olika former och i olika hög grad. Man skiljer mellan "stadspartnerskap" (Städtepartnerschaft) och de svagare formerna stadsvänskap (Städtefreundschaft) och Kooperation
Vänorterna, från de äldsta till de yngsta är:
- Lyon, Frankrike, stadspartnerskap sedan 1960.
- Birmingham, Storbritannien, stadspartnerskap sedan 1966.
- Deuil-la-Barre, Frankrike, partnerskap sedan 1967 med den då fristående stadsdelen Nieder-Eschbach.
- Milano, Italien, stadspartnerskap sedan 1971.
- Kairo, Egypten, stadsvänskap sedan 1979.
- Tel Aviv-Jaffa, Israel, stadsvänskap sedan 1980.
- Guangzhou, Kina, stadspartnerskap sedan 1988.
- Toronto, Kanada, stadsvänskap sedan 1989
- Budapest, Ungern, stadspartnerskap sedan 1990
- Prag, Tjeckien, stadspartnerskap sedan 1990
- Leipzig, Tyskland, kooperation sedan 1990
- Granada, Nicaragua, stadspartnerskap sedan 1991
- Krakow, Polen, stadspartnerskap sedan 1991
- Dubai, Förenade arabemiraten, stadsvänskap sedan 2005.
- Yokohama, Japan, stadsvänskap sedan 2011.
- Eskişehir, Turkiet, stadsvänskap sedan 2012.
- Philadelphia, USA, stadsvänskap sedan 2015.

## Kända personer som bott i Frankfurt

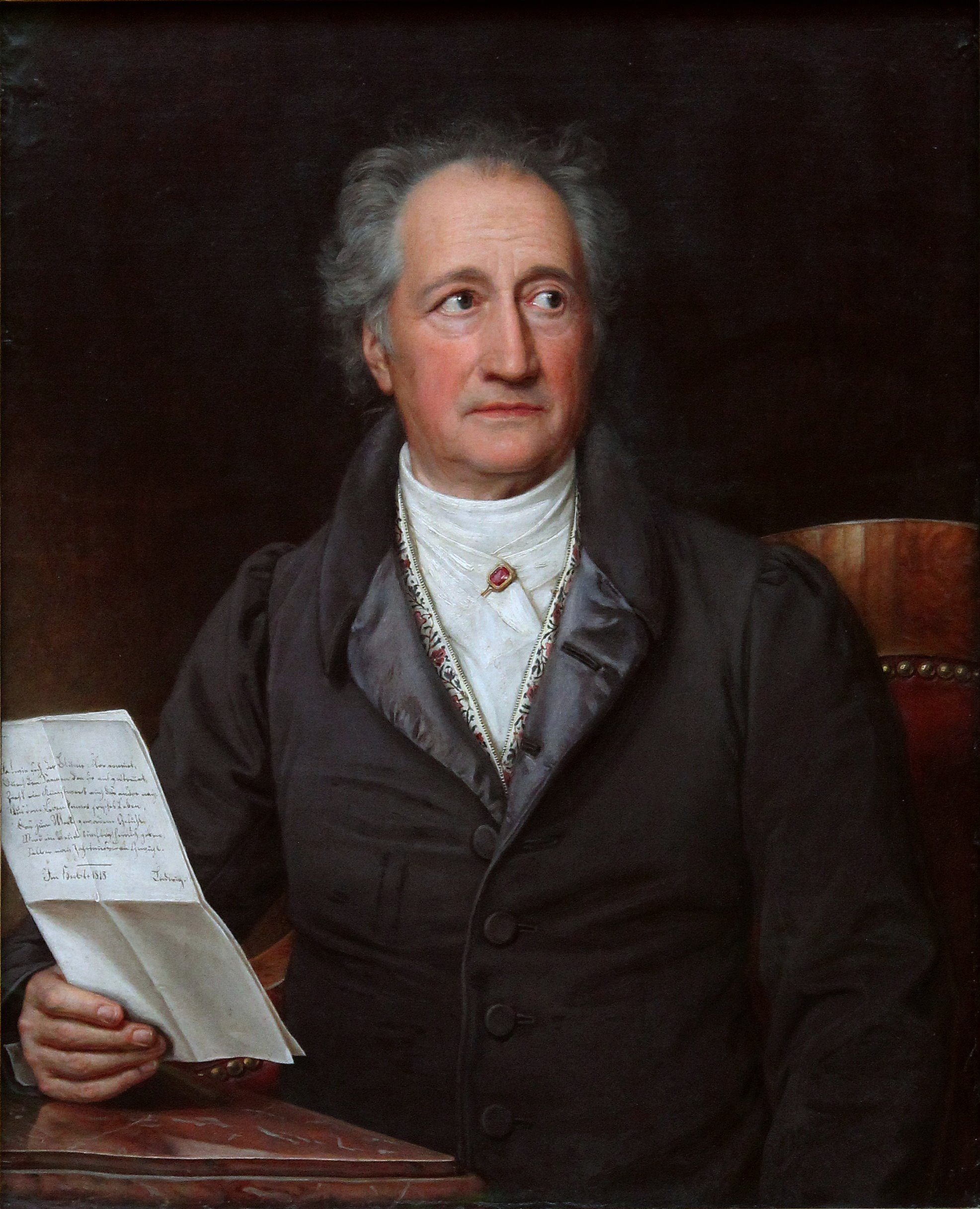
Johann Wolfgang von Goethe

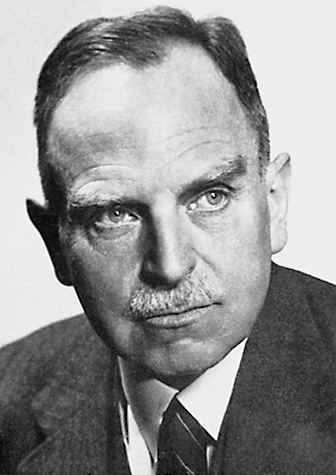
Otto Hahn

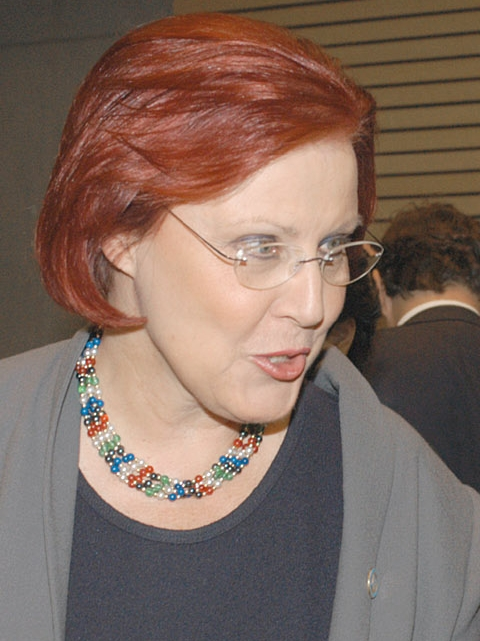
Heidemarie Wieczorek-Zeul

- Adam Elsheimer (* 1578 i Frankfurt am Main † 1610 i Rom); konstnär.
- Maria Sibylla Merian (*1647 i Frankfurt am Main † 1717 i Amsterdam); naturalist, illustratör och entomolog
- Georg Philipp Telemann (* 1681 i Magdeburg † 1767 i Hamburg); kompositör. Verkade i Frankfurt som kapellmästare mellan 1712 och 1721
- Mayer Amschel Rothschild (* 1744 i Frankfurt am Main † 1812 i Frankfurt am Main); finansiär. Stamfader till bankirsläkten Rothschild.
- Johann Wolfgang von Goethe (* 1749 i Frankfurt am Main † 1832 i Weimar); författare. Föddes och växte upp i Frankfurt men gjorde karriär efter det att han lämnat staden 1765.
- Clemens Brentano (* 1778 i Ehrenbreitstein bei Koblenz † 1842 i Aschaffenburg); författare. Växte upp i Frankfurt. Bettina von Arnims bror
- Bettina von Arnim (* 1785 i Frankfurt am Main † 1859 i Berlin); författare. Clemens Brentanos syster.
- Arthur Schopenhauer (* 1788 i Stutthof nära Danzig † 1860 i Frankfurt am Main); filosof. Bodde i Frankfurt från 1833 och fram till sin död.
- Friedrich Wöhler (* 1800 i Frankfurt am Main † 1882 i Göttingen); kemist. Han är mest känd för sin syntes av urinämne.
- Hermann von Meyer (* 1801 i Frankfurt am Main † 1869 i Frankfurt am Main); paleontolog. Grundare av vertebratpaleontologin i Tyskland.
- Heinrich Hoffmann (* 1809 i Frankfurt am Main † 1894 i Frankfurt am Main); läkare och författare till den populära barnboken Der Struwwelpeter.
- Henri Nestlé (* 1814 i Frankfurt am Main † 1890 i Glion, Schweiz); grundare av företaget Nestlé.
- Alois Alzheimer (* 1864 i Marktbreit † 1915 i Breslau); psykiater och neuropatolog; har givit namn åt Alzheimers sjukdom.
- Karl Schwarzschild (* 1873 i Frankfurt am Main † 1916 i Potsdam); astronom och fysiker.
- Otto Loewi (* 1873 i Frankfurt am Main † 1961 i New York); farmakolog. Han fick nobelpriset i medicin 1936 för sina upptäckter i hur nervimpulser överförs kemiskt.
- Otto Hahn (* 1879 i Frankfurt am Main † 1968 i Göttingen); kemist. Han fick nobelpriset i kemi 1944 för upptäckten av kärnklyvningen. Han flyttade från Frankfurt 1897.
- Hans Fischer (* 1881 i Frankfurt am Main † 1945 i München); kemist. Han fick nobelpriset i kemi 1930.
- Max Beckmann (* 1884 i Leipzig † 1950 i New York); konstnär. Professor vid Städelschule mellan 1925 och 1933.
- Ernst May (* 1886 i Frankfurt am Main † 1970 i Hamburg); arkitekt.
- Max Horkheimer (* 1895 i Zuffenhausen † 1973 i Nürnberg); filosof och sociolog. Han var verksam i Frankfurt bland annat mellan 1922 och 1933.
- Paul Hindemith (* 1895 i Hanau † 1963 i Frankfurt am Main); kompositör.
- Wilhelm Emil Messerschmitt (* 1898 i Frankfurt am Main † 1978 i München); flygplanskonstruktör. Grundare av företaget Messerschmitt AG.
- Theodor W. Adorno (* 1903 i Frankfurt am Main † 1969 i Visp, Schweiz); filosof och sociolog.
- Ernest Mandel (* 1923 i Frankfurt am Main † 1995 i Bryssel); marxistisk teoretiker och ekonom.
- Anne Frank (* 1929 i Frankfurt am Main † 1945 i koncentrationslägret Bergen-Belsen); förföljd judinna. Hennes familj flydde till Amsterdam 1934, där hon under andra världskriget skrev sin berömda dagbok.
- Jürgen Habermas (* 1929 i Düsseldorf); sociolog och filosof.
- Robert Aumann (* 1930 i Frankfurt am Main); matematiker. Han fick ekonomipriset till Nobels minne 2005. Bosatt i Israel.
- Heidemarie Wieczorek-Zeul (* 1942 i Frankfurt am Main); politiker (SPD). Hon växte upp och utbildade sig till lärare i Frankfurt.
- Wolfgang Flür (* 1947 i Frankfurt am Main); musiker. Han var med i bandet Kraftwerk mellan 1973 och 1986.
- Gerd Binnig (* 1947 i Frankfurt am Main); fysiker som doktorerade vid Goetheuniversitetet. Han fick nobelpriset i fysik 1986 för uppfinnandet av sveptunnelmikroskopet.
- Joschka Fischer (* 1948 i Gerabronn, Baden-Württemberg); f.d. tysk utrikesminister (Die Grünen). Han bodde i Frankfurt mellan 1968 och 2006.
- Hans Zimmer (* 1957 i Frankfurt am Main); kompositör.
- Roland Koch (* 1958 i Frankfurt am Main); politiker. Hessens Ministerpräsident mellan 1999 och 2010.
- Christine Schäfer (* 1965 i Frankfurt am Main); sångerska. Hon är en världskänd sopran som startade sin karriär i Berlin.
- Andreas Möller (* 1967 i Frankfurt am Main); f.d. fotbollsspelare. Världsmästare 1990 och europamästare 1996. Började och avslutade sin fotbollskarriär i Eintracht Frankfurt.
- Birgit Prinz (* 1977 i Frankfurt am Main); fotbollsspelerska. Hon blev världsmästare 2003 och 2007.
- Yvonne Maria Schäfer (* 1978 i Frankfurt am Main); skådespelerska, sångerska och fotomodell.
- Tré Cool (* 1972 i Frankfurt am Main); trummis i bandet Green Day